# 2012 en els vols espacials
Aquest article és una llista d'esdeveniments de vols espacials relacionats que es van produir el 2012. Al maig i octubre, van tenir lloc les primeres missions d'abastiment de Commercial Orbital Transportation Services, on la Dragon de SpaceX es va convertir en la primera nau espacial privada en acoblar-se a l'Estació Espacial Internacional (ISS). Al juny, la Xina va enlairar la missió orbital tripulada Shenzhou 9, i Corea del Nord va assolir el seu primer llançament orbital el desembre. Durant el 2012 també es va veure la primera missió xinesa d'exploració d'asteroide, i l'aterratge del rover Curiosity de la NASA sobre Mart. Els coets Vega i Unha-3 van realitzar els seus vols inaugurals en el 2012, mentre que el Proton-K en va fer l'últim.
Un total de 78 llançaments orbitals van tenir lloc durant el 2012, des quals 72 van tenir èxit, dos ho feren parcialment i quatre errors totals. Durant el transcurs de l'any hi va haver cinc missions orbitals tripulades, totes amb èxit, transportant un total de 15 individus en òrbita. Durant aquest any també es van realitzar cinc EVAs per astronautes de l'ISS. La majoria dels llançaments orbitals de l'any van ser conduïts per Rússia, la Xina i els Estats Units, amb 29, 19 i 13 llançaments respectivament. Hi va haver un total de 139 càrregues útils llançades, incloent satèl·lits de comunicacions i de navegació, naus espacials de logística i sondes científiques. Addicionalment, es van llançar un gran nombre de coets sonda i míssils balístics suborbitals per organitzacions científiques i militars.

## Vols espacials orbitals

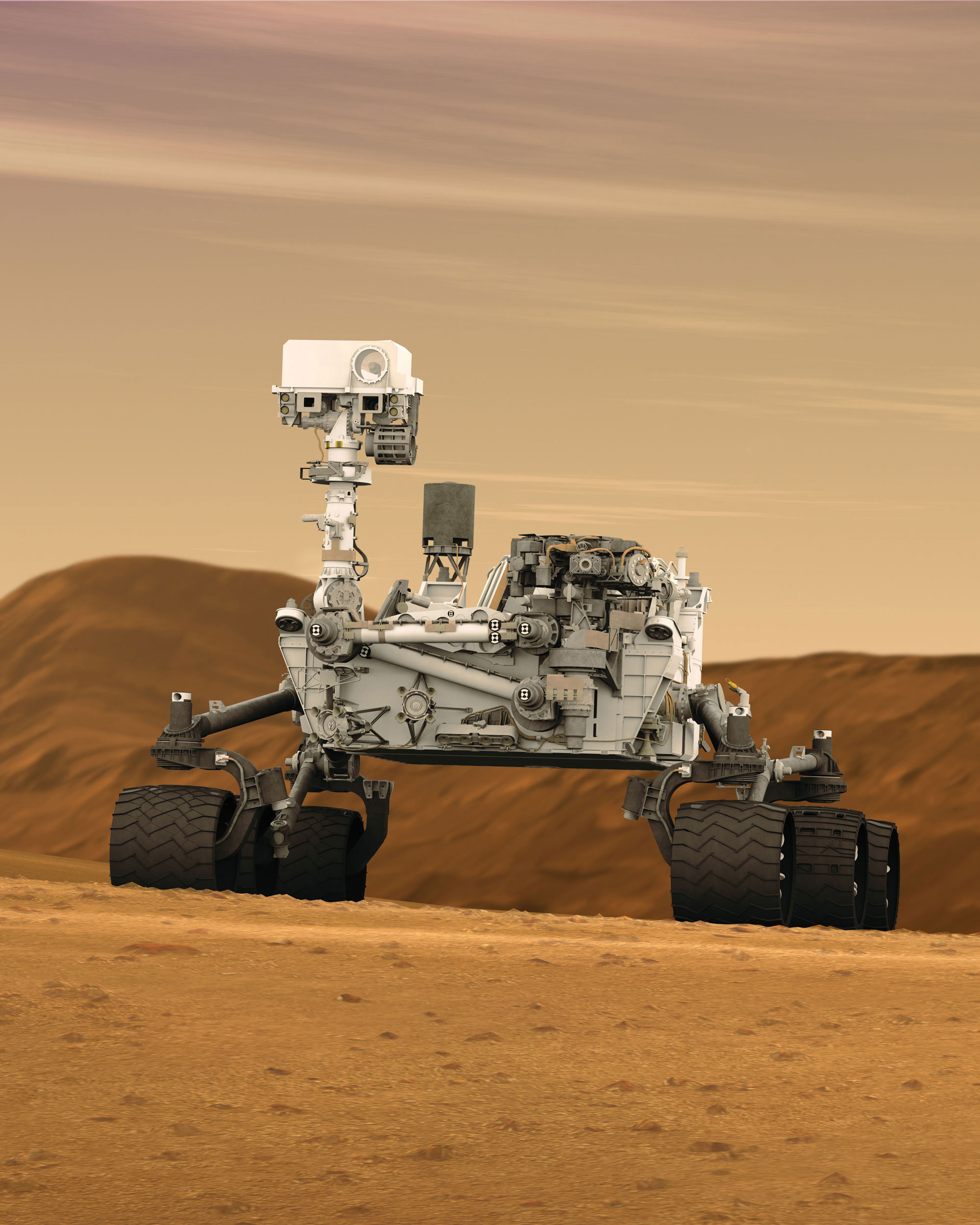
L'arribada del rover MSL sobre Mart va ser l'esdeveniment espacial de l'any més esperat.

En el 2012 es van realitzar un total de 78 llançaments orbitals, i 72 informats com a èxit, amb un total de 139 càrregues útils llançades. Les tres nacions amb capacitat espacial més prolífiques van ser Rússia, amb 29 llançaments i 27 èxits; la Xina, amb 19 llançaments, totes amb èxit; i els Estats Units, amb 13 llançaments, dels quals 12 amb èxit i una amb error parcial. Les nacions europees van realitzar vuit llançaments orbitals, totes amb èxit, mentre que l'Índia i Japó en van realitzar dos cadascuna, també amb èxit. Iran i Corea del Nord també van assolir un llançament orbital durant el 2012, però Iran també va patir dos errors de llançament, mentre que Corea del Nord en va patir un.

### Vols espacials tripulats
Durant aquest any hi van haver cinc llançaments orbitals tripulats, tots amb èxit, transportant un total de 15 astronautes a l'òrbita. Quatre d'aquestes missions es van enlairar utilitzant naus espacials russes Soiuz, mentre que la cinquena va ser el llançament Shenzhou xinès. Totes les missions tripulades de l'any es van retrobar amb estacions espacials – les quatre missions Soiuz es van acoblar amb l'Estació Espacial Internacional (ISS), mentre que el Shenzhou 9 de la Xina es va acoblar amb el laboratori orbital Tiangong-1. També van tenir lloc cinc passeigs espacials, tots per tripulants de l'ISS.

### Vols espacials no tripulats
Van tenir lloc nombroses fites importants en vols espacials robòtics, incloent l'aterratge del rover Curiosity de la NASA a Mart a l'agost, i les primeres missions d'abastiment comercial a l'ISS el maig i octubre. En altres parts del sistema solar, la nau espacial Dawn de la NASA va completar la seva missió a 4 Vesta el setembre de 2012, mentre que la Xina va assolir el seu primer sobrevol a un asteroide en desembre.

## Llançaments
| Data i hora (UTC)       | Coet | Coet                                 | Plataforma de llançament                            | Plataforma de llançament                            | LSP                                | LSP                                |
| ----------------------- | --- | ------------------------------------ | --------------------------------------------------- | --------------------------------------------------- | ---------------------------------- | ---------------------------------- |
| Data i hora (UTC)       | Càrrega útil | Operador                             | Òrbita                                              | Funció                                              | Deteriorament (UTC)                | Resultat                           |
| Data i hora (UTC)       | Comentaris |                                      |                                                     |                                                     |                                    |                                    |
| Gener                   | |                                      |                                                     |                                                     |                                    |                                    |
| 9 de gener 03:17:09     | Xina - Llarga Marxa 4B | Xina - Llarga Marxa 4B               | Xina - Taiyuan LA-9                                 | Xina - Taiyuan LA-9                                 | Xina - SAST                        | Xina - SAST                        |
| 9 de gener 03:17:09     | Xina - Ziyuan 3 | MLR                                  | Terrestre baixa                                     | Imatgeria per satèl·lit                             | En òrbita                          | Operacional                        |
| 9 de gener 03:17:09     | - VesselSat-2 | Luxspace                             | Terrestre baixa                                     | Comunicacions                                       | En òrbita                          | Operacional                        |
| 9 de gener 03:17:09     | – |                                      |                                                     |                                                     |                                    |                                    |
| 11 de gener 13:25       | - Terrier-Improved Malemute | - Terrier-Improved Malemute          | Wallops Island                                      | Wallops Island                                      | - NASA                             | - NASA                             |
| 11 de gener 13:25       | | NASA                                 | Suborbital                                          | Vol de proves                                       | 11 de gener                        | Reeixit                            |
| 11 de gener 13:25       | – |                                      |                                                     |                                                     |                                    |                                    |
| 11 de gener 20:51       | - S-520 | - S-520                              | - Uchinoura                                         | - Uchinoura                                         | - JAXA                             | - JAXA                             |
| 11 de gener 20:51       | | JAXA/HU/TU/TU/TPU/KU/KUT             | Suborbital                                          | Atmosfèric                                          | 11 de gener                        | Reeixit                            |
| 11 de gener 20:51       | – |                                      |                                                     |                                                     |                                    |                                    |
| 13 de gener 00:56:04    | Xina - Llarga Marxa 3A | Xina - Llarga Marxa 3A               | Xina - Xichang LA-3                                 | Xina - Xichang LA-3                                 | Xina - CALT                        | Xina - CALT                        |
| 13 de gener 00:56:04    | Xina - Fengyun 2-07 | CMA                                  | Geosíncrona                                         | Climàtic                                            | En òrbita                          | Operacional                        |
| 13 de gener 00:56:04    | – |                                      |                                                     |                                                     |                                    |                                    |
| 20 de gener 00:38:00    | - Delta IV-M+ (5,4) | - Delta IV-M+ (5,4)                  | - Cape Canaveral SLC-37B                            | - Cape Canaveral SLC-37B                            | - United Launch Alliance           | - United Launch Alliance           |
| 20 de gener 00:38:00    | - USA-233 (WGS-4) | Força Aèria dels EUA                 | Geosíncrona                                         | Comunicacions                                       | En òrbita                          | Operacional                        |
| 20 de gener 00:38:00    | – |                                      |                                                     |                                                     |                                    |                                    |
| 24 de gener             | - Arrow III | - Arrow III                          | - Negev                                             | - Negev                                             | - IAI                              | - IAI                              |
| 24 de gener             | | IAI/IDF                              | Suborbital                                          | Prova d'ABM                                         | 24 de gener                        | Reeixit                            |
| 24 de gener             | Primer vol de prova de l'Arrow-III |                                      |                                                     |                                                     |                                    |                                    |
| 25 de gener 23:06:40    | - Soiuz-U | - Soiuz-U                            | - Baikonur Site 1/5                                 | - Baikonur Site 1/5                                 | - Roskosmos                        | - Roskosmos                        |
| 25 de gener 23:06:40    | - Progress M-14M | Roskosmos                            | Terrestre baixa (ISS)                               | Logística                                           | 28 d'abril 13:46                   | Reeixit                            |
| 25 de gener 23:06:40    | – |                                      |                                                     |                                                     |                                    |                                    |
| Febrer                  | |                                      |                                                     |                                                     |                                    |                                    |
| 3 de febrer 00:04       | - Safir | - Safir                              | - Semnan                                            | - Semnan                                            | - ISA                              | - ISA                              |
| 3 de febrer 00:04       | - Navid | ISA                                  | Terrestre baixa                                     | Imatgeria                                           | 1 d'abril                          | Reeixit                            |
| 3 de febrer 00:04       | – |                                      |                                                     |                                                     |                                    |                                    |
| 10 de febrer 04:40      | - Prithvi | - Prithvi                            | - ITR IC-4                                          | - ITR IC-4                                          | - DRDO                             | - DRDO                             |
| 10 de febrer 04:40      | | DRDO                                 | Suborbital                                          | Objectiu                                            | 10 de febrer                       | Reeixit                            |
| 10 de febrer 04:40      | Objectiu per a prova d'ABM, Interceptat amb èxit |                                      |                                                     |                                                     |                                    |                                    |
| 10 de febrer            | - Blue Sparrow | - Blue Sparrow                       | - F-15 Eagle, Israel                                | - F-15 Eagle, Israel                                | - IAF                              | - IAF                              |
| 10 de febrer            | | Força Aèria Israeliana               | Suborbital                                          | Blanc d'ABM                                         | 10 de febrer                       | Reeixit                            |
| 10 de febrer            | Seguiment de l'objectiu de l'Arrow-3 |                                      |                                                     |                                                     |                                    |                                    |
| 13 de febrer 09:32      | - VSB-30 | - VSB-30                             | - Esrange                                           | - Esrange                                           | - EuroLaunch                       | - EuroLaunch                       |
| 13 de febrer 09:32      | - MASER-12 | SSC                                  | Suborbital                                          | Microgravetat                                       | 13 de febrer                       | Reeixit                            |
| 13 de febrer 09:32      | – |                                      |                                                     |                                                     |                                    |                                    |
| 13 de febrer 10:00:00   | - Vega | - Vega                               | Kourou ELV                                          | Kourou ELV                                          | Arianespace                        | Arianespace                        |
| 13 de febrer 10:00:00   | - LARES | ASI                                  | Terrestre baixa                                     | Geodèsia                                            | En òrbita                          | Operacional                        |
| 13 de febrer 10:00:00   | - ALMASat-1 | Università di Bologna                | Terrestre baixa                                     | Tecnologia                                          | En òrbita                          | Operacional                        |
| 13 de febrer 10:00:00   | - Xatcobeo | Vigo/INTA                            | Terrestre baixa                                     | Tecnologia                                          | En òrbita                          | Operacional                        |
| 13 de febrer 10:00:00   | - UniCubeSat-GG | Rome                                 | Terrestre baixa                                     | Atmosfèric                                          | En òrbita                          | Operacional                        |
| 13 de febrer 10:00:00   | - Robusta | Montpellier                          | Terrestre baixa                                     | Radiació                                            | En òrbita                          | Error parcial del vehicle          |
| 13 de febrer 10:00:00   | - e-st@r | Torino                               | Terrestre baixa                                     | Tecnologia                                          | En òrbita                          | Error parcial del vehicle          |
| 13 de febrer 10:00:00   | - Goliat | Bucharest                            | Terrestre baixa                                     | Imatgeria/Radiació                                  | En òrbita                          | Operacional                        |
| 13 de febrer 10:00:00   | - PW-Sat | Warsaw                               | Terrestre baixa                                     | Tecnologia                                          | En òrbita                          | Operacional                        |
| 13 de febrer 10:00:00   | - MaSat-1 | BME                                  | Terrestre baixa                                     | Tecnologia                                          | En òrbita                          | Operacional                        |
| 13 de febrer 10:00:00   | Vol inaugural del coet Vega; totes les càrregues útils són CubeSats excepte el LARES i l'ALMASat-1. Primers satèl·lits hongaresos, romanesos i polonesos. |                                      |                                                     |                                                     |                                    |                                    |
| 14 de febrer 19:36:37   | - Proton-M/Briz-M Enhanced | - Proton-M/Briz-M Enhanced           | - Baikonur Site 200/39                              | - Baikonur Site 200/39                              | - International Launch Services    | - International Launch Services    |
| 14 de febrer 19:36:37   | - SES-4 | SES World Skies                      | Geosíncrona                                         | Comunicacions                                       | En òrbita                          | Operacional                        |
| 14 de febrer 19:36:37   | – |                                      |                                                     |                                                     |                                    |                                    |
| 19 de febrer 05:41      | - Black Brant IX | - Black Brant IX                     | - Poker Flat                                        | - Poker Flat                                        | - NASA                             | - NASA                             |
| 19 de febrer 05:41      | | UNH                                  | Suborbital                                          | Investigació sobre les aurores                      | 19 de febrer                       | Reeixit                            |
| 19 de febrer 05:41      | – |                                      |                                                     |                                                     |                                    |                                    |
| 22 de febrer            | - UGM-133 Trident II D5 | - UGM-133 Trident II D5              | - USS Tennessee, ETR                                | - USS Tennessee, ETR                                | - Marina dels Estats Units         | - Marina dels Estats Units         |
| 22 de febrer            | | Marina dels Estats Units             | Suborbital                                          | Prova de míssils                                    | 22 de febrer                       | Reeixit                            |
| 22 de febrer            | Demonstration and Shakedown Operation 23 (DASO-23) |                                      |                                                     |                                                     |                                    |                                    |
| 24 de febrer 16:12:04   | Xina - Llarga Marxa 3C | Xina - Llarga Marxa 3C               | Xina - Xichang LA-2                                 | Xina - Xichang LA-2                                 | Xina - CALT                        | Xina - CALT                        |
| 24 de febrer 16:12:04   | Xina - Compass-G5 | CNSA                                 | Geosíncrona                                         | Navegació                                           | En òrbita                          | Operacional                        |
| 24 de febrer 16:12:04   | – |                                      |                                                     |                                                     |                                    |                                    |
| 24 de febrer 22:15:00   | - Atlas V 551 | - Atlas V 551                        | - Cape Canaveral SLC-41                             | - Cape Canaveral SLC-41                             | - United Launch Alliance           | - United Launch Alliance           |
| 24 de febrer 22:15:00   | - MUOS-1 | Marina dels Estats Units             | Geosíncrona                                         | Comunicacions                                       | En òrbita                          | Operacional                        |
| 24 de febrer 22:15:00   | – |                                      |                                                     |                                                     |                                    |                                    |
| 25 de febrer 10:46      | - lGM-30G Minuteman III | - lGM-30G Minuteman III              | - Vandenberg LF-09                                  | - Vandenberg LF-09                                  | - Força Aèria dels Estats Units    | - Força Aèria dels Estats Units    |
| 25 de febrer 10:46      | | Força Aèria dels Estats Units        | Suborbital                                          | Prova de vol                                        | 25 de febrer                       | Reeixit                            |
| 25 de febrer 10:46      | – |                                      |                                                     |                                                     |                                    |                                    |
| Març                    | |                                      |                                                     |                                                     |                                    |                                    |
| 22 de març 09:00        | - Black Brant IX | - Black Brant IX                     | - White Sands                                       | - White Sands                                       | - NASA                             | - NASA                             |
| 22 de març 09:00        | - CIBER | Caltech                              | Suborbital                                          | Astronomia                                          | 22 de març                         | Reeixit                            |
| 22 de març 09:00        | – |                                      |                                                     |                                                     |                                    |                                    |
| 23 de març 04:34:05     | Ariane 5ES | Ariane 5ES                           | Kourou ELA-3                                        | Kourou ELA-3                                        | Arianespace                        | Arianespace                        |
| 23 de març 04:34:05     | - Edoardo Amaldi ATV | ESA                                  | Terrestre baixa (ISS)                               | Logística                                           | 3 d'octubre 01:23                  | Reeixit                            |
| 23 de març 04:34:05     | – |                                      |                                                     |                                                     |                                    |                                    |
| 25 de març 12:10:32     | - Proton-M/Briz-M Enhanced | - Proton-M/Briz-M Enhanced           | - Baikonur Site 200/39                              | - Baikonur Site 200/39                              | - - International Launch Services  | - - International Launch Services  |
| 25 de març 12:10:32     | - Intelsat 22 | Intelsat                             | Geosíncrona                                         | Comunicacions                                       | En òrbita                          | Operacional                        |
| 25 de març 12:10:32     | – |                                      |                                                     |                                                     |                                    |                                    |
| 27 de març 08:58        | Terrier-Oriole | Terrier-Oriole                       | Wallops Island                                      | Wallops Island                                      | NASA                               | NASA                               |
| 27 de març 08:58        | - ATREX | Clemson                              | Suborbital                                          | Geospai                                             | 27 de març                         | Reeixit                            |
| 27 de març 08:58        | – |                                      |                                                     |                                                     |                                    |                                    |
| 27 de març 08:59        | Terrier-Improved Malemute | Terrier-Improved Malemute            | Wallops Island                                      | Wallops Island                                      | - NASA                             | - NASA                             |
| 27 de març 08:59        | - ATREX | Clemson                              | Suborbital                                          | Geospai                                             | 27 de març                         | Reeixit                            |
| 27 de març 08:59        | – |                                      |                                                     |                                                     |                                    |                                    |
| 27 de març 09:00        | Terrier-Orion | Terrier-Orion                        | Wallops Island                                      | Wallops Island                                      | - NASA                             | - NASA                             |
| 27 de març 09:00        | - ATREX | Clemson                              | Suborbital                                          | Geospai                                             | 27 de març                         | Reeixit                            |
| 27 de març 09:00        | – |                                      |                                                     |                                                     |                                    |                                    |
| 27 de març 09:02        | Terrier-Improved Malemute | Terrier-Improved Malemute            | Wallops Island                                      | Wallops Island                                      | - NASA                             | - NASA                             |
| 27 de març 09:02        | - ATREX | Clemson                              | Suborbital                                          | Geospai                                             | 27 de març                         | Reeixit                            |
| 27 de març 09:02        | – |                                      |                                                     |                                                     |                                    |                                    |
| 27 de març 09:03        | Terrier-Orion | Terrier-Orion                        | Wallops Island                                      | Wallops Island                                      | - NASA                             | - NASA                             |
| 27 de març 09:03        | - ATREX | Clemson                              | Suborbital                                          | Geospai                                             | 27 de març                         | Reeixit                            |
| 27 de març 09:03        | – |                                      |                                                     |                                                     |                                    |                                    |
| 30 de març 05:49:32     | Proton-K/DM-2 | Proton-K/DM-2                        | Baikonur Site 81/24                                 | Baikonur Site 81/24                                 | RVSN RF                            | RVSN RF                            |
| 30 de març 05:49:32     | - Kosmos 2479 (US-KMO) | VKO                                  | Geosíncrona                                         | Defensa de míssils                                  | En òrbita                          | Operacional                        |
| 30 de març 05:49:32     | Últim vol del Proton-K, últim satèl·lit US-KMO |                                      |                                                     |                                                     |                                    |                                    |
| 31 de març 10:27:04     | Xina Llarga Marxa 3B/E | Xina Llarga Marxa 3B/E               | Xina - Xichang LA-2                                 | Xina - Xichang LA-2                                 | Xina - CALT                        | Xina - CALT                        |
| 31 de març 10:27:04     | Xina - Apstar-7 | APT Satellite Holdings               | Geosíncrona                                         | Comunicacions                                       | En òrbita                          | Operacional                        |
| 31 de març 10:27:04     | – |                                      |                                                     |                                                     |                                    |                                    |
| Abril                   | |                                      |                                                     |                                                     |                                    |                                    |
| 3 d'abril 23:12:57      | Delta IV-M+(5,2) | Delta IV-M+(5,2)                     | Vandenberg SLC-6                                    | Vandenberg SLC-6                                    | United Launch Alliance             | United Launch Alliance             |
| 3 d'abril 23:12:57      | - USA-234 (FIA-R) | NRO                                  | Terrestre baixa                                     | Imatgeria per radar                                 | En òrbita                          | Operacional                        |
| 3 d'abril 23:12:57      | Llançament de la NRO núm. 25 |                                      |                                                     |                                                     |                                    |                                    |
| 5 d'abril 14:18         | SpaceLoft XL | SpaceLoft XL                         | Spaceport America                                   | Spaceport America                                   | UP Aerospace                       | UP Aerospace                       |
| 5 d'abril 14:18         | | ORS                                  | Suborbital                                          | Tecnologia                                          | 5 d'abril                          | Reeixit                            |
| 5 d'abril 14:18         | Apogeu: 117 km, recuperat amb èxit |                                      |                                                     |                                                     |                                    |                                    |
| 12 d'abril 22:38:55     | Unha-3 | Unha-3                               | Sohae                                               | Sohae                                               | KCST                               | KCST                               |
| 12 d'abril 22:38:55     | Kwangmyŏngsŏng-3 | KCST                                 | Destinat: Terrestre baixa                           | Tecnologia                                          | 12 d'abril                         | Error de llançament                |
| 12 d'abril 22:38:55     | Probable error en el primer tram, desintegrat sobre el Mar Groga |                                      |                                                     |                                                     |                                    |                                    |
| 14 d'abril              | - UGM-133 Trident II D5 | - UGM-133 Trident II D5              | - USS Maryland, ETR                                 | - USS Maryland, ETR                                 | - Marina dels Estats Units         | - Marina dels Estats Units         |
| 14 d'abril              | | Marina dels Estats Units             | Suborbital                                          | Vol de proves                                       | 14 d'abril                         | Reeixit                            |
| 14 d'abril              | Seguiment del Commander's Evaluation Test 45 |                                      |                                                     |                                                     |                                    |                                    |
| 14 d'abril              | - UGM-133 Trident II D5 | - UGM-133 Trident II D5              | - USS Maryland, ETR                                 | - USS Maryland, ETR                                 | - Marina dels Estats Units         | - Marina dels Estats Units         |
| 14 d'abril              | | Marina dels Estats Units             | Suborbital                                          | Vol de proves                                       | 14 d'abril                         | Reeixit                            |
| 14 d'abril              | Seguiment del Commander's Evaluation Test 45 |                                      |                                                     |                                                     |                                    |                                    |
| 16 d'abril              | - UGM-133 Trident II D5 | - UGM-133 Trident II D5              | - USS Maryland, ETR                                 | - USS Maryland, ETR                                 | - Marina dels Estats Units         | - Marina dels Estats Units         |
| 16 d'abril              | | Marina dels Estats Units             | Suborbital                                          | Vol de proves                                       | 16 d'abril                         | Reeixit                            |
| 16 d'abril              | Seguiment del Commander's Evaluation Test 46 |                                      |                                                     |                                                     |                                    |                                    |
| 16 d'abril              | - UGM-133 Trident II D5 | - UGM-133 Trident II D5              | - USS Maryland, ETR                                 | - USS Maryland, ETR                                 | - Marina dels Estats Units         | - Marina dels Estats Units         |
| 16 d'abril              | | Marina dels Estats Units             | Suborbital                                          | Vol de proves                                       | 16 d'abril                         | Reeixit                            |
| 16 d'abril              | Seguiment del Commander's Evaluation Test 46 |                                      |                                                     |                                                     |                                    |                                    |
| 19 d'abril 02:37        | - Agni-V | - Agni-V                             | - Integrated Test Range                             | - Integrated Test Range                             | - DRDO                             | - DRDO                             |
| 19 d'abril 02:37        | | DRDO                                 | Suborbital                                          | Vol de proves                                       | 19 d'abril                         | Reeixit                            |
| 19 d'abril 02:37        | Apogeu: 800 km, vol inaugural de l'Agni-V |                                      |                                                     |                                                     |                                    |                                    |
| 20 d'abril 12:50:24     | Soiuz-U | Soiuz-U                              | Baikonur Site 31/6                                  | Baikonur Site 31/6                                  | Roskosmos                          | Roskosmos                          |
| 20 d'abril 12:50:24     | - Progress M-15M | Roskosmos                            | Terrestre baixa (ISS)                               | Logística                                           | 20 d'agost 2012                    | Reeixit                            |
| 20 d'abril 12:50:24     | – |                                      |                                                     |                                                     |                                    |                                    |
| 23 d'abril 22:18:13     | - Proton-M/Briz-M Enhanced | - Proton-M/Briz-M Enhanced           | - Baikonur Site 200/39                              | - Baikonur Site 200/39                              | - - International Launch Services  | - - International Launch Services  |
| 23 d'abril 22:18:13     | - Yahsat 1B | Yahsat                               | Geosíncrona                                         | Comunicacions                                       | En òrbita                          | Operacional                        |
| 23 d'abril 22:18:13     | – |                                      |                                                     |                                                     |                                    |                                    |
| 25 d'abril              | - Shaheen-IA | - Shaheen-IA                         | Sonmiani                                            | Sonmiani                                            | ASFC                               | ASFC                               |
| 25 d'abril              | | ASFC                                 | Suborbital                                          | Vol de proves                                       | 25 d'abril                         | Reeixit                            |
| 25 d'abril              | – |                                      |                                                     |                                                     |                                    |                                    |
| 26 d'abril 00:17        | - PSLV-XL | - PSLV-XL                            | - Satish Dhawan Space Centre FLP                    | - Satish Dhawan Space Centre FLP                    | - ISRO                             | - ISRO                             |
| 26 d'abril 00:17        | - RISAT-1 | ISRO                                 | Terrestre baixa                                     | Imatgeria per radar                                 | En òrbita                          | Operacional                        |
| 26 d'abril 00:17        | – |                                      |                                                     |                                                     |                                    |                                    |
| 29 d'abril 20:50:03     | Xina - Llarga Marxa 3B/E | Xina - Llarga Marxa 3B/E             | Xina - Xichang LA-2                                 | Xina - Xichang LA-2                                 | Xina - CALT                        | Xina - CALT                        |
| 29 d'abril 20:50:03     | Xina - Compass-M3 | CNSA                                 | Terrestre Mitjana                                   | Navegació                                           | En òrbita                          | Operacional                        |
| 29 d'abril 20:50:03     | Xina - Compass-M4 | CNSA                                 | Terrestre Mitjana                                   | Navegació                                           | En òrbita                          | Operacional                        |
| 29 d'abril 20:50:03     | – |                                      |                                                     |                                                     |                                    |                                    |
| Maig                    | |                                      |                                                     |                                                     |                                    |                                    |
| 4 de maig 18:42:00      | - Atlas V 531 | - Atlas V 531                        | - Cape Canaveral SLC-41                             | - Cape Canaveral SLC-41                             | - United Launch Alliance           | - United Launch Alliance           |
| 4 de maig 18:42:00      | - USA-235 (AEHF-2) | Força Aèria dels EUA                 | Geosíncrona                                         | Comunicacions                                       | En òrbita                          | Operacional                        |
| 4 de maig 18:42:00      | – |                                      |                                                     |                                                     |                                    |                                    |
| 6 de maig 07:10:04      | Xina - Llarga Marxa 2D | Xina - Llarga Marxa 2D               | Xina - Jiuquan LA-4/SLS-2                           | Xina - Jiuquan LA-4/SLS-2                           | Xina - SAST                        | Xina - SAST                        |
| 6 de maig 07:10:04      | Xina - Tianhui 1B | CNSA                                 | Terrestre baixa                                     | Cartografia                                         | En òrbita                          | Operacional                        |
| 6 de maig 07:10:04      | – |                                      |                                                     |                                                     |                                    |                                    |
| 10 de maig 06:18        | Terrier Orion (ARAV-A) | Terrier Orion (ARAV-A)               | Kauai                                               | Kauai                                               | MDA                                | MDA                                |
| 10 de maig 06:18        | | MDA                                  | Suborbital                                          | Blanc d'ABM                                         | 10 de maig                         | Reeixit                            |
| 10 de maig 06:18        | Blanc del SM-3 Block 1B |                                      |                                                     |                                                     |                                    |                                    |
| 10 de maig 06:21        | RIM-161C Standard Missile 3 Block 1B | RIM-161C Standard Missile 3 Block 1B | USS Lake Erie, Oceà Pacífic                         | USS Lake Erie, Oceà Pacífic                         | Marina dels Estats Units d'Amèrica | Marina dels Estats Units d'Amèrica |
| 10 de maig 06:21        | | Marina dels Estats Units             | Suborbital                                          | Prova d'ABM                                         | 10 de maig                         | Reeixit                            |
| 10 de maig 06:21        | FTM-16 E2A, intercepció amb èxit |                                      |                                                     |                                                     |                                    |                                    |
| 10 de maig 07:06:04     | Xina - Llarga Marxa 4B | Xina - Llarga Marxa 4B               | Xina - Taiyuan LA-9                                 | Xina - Taiyuan LA-9                                 | Xina - SAST                        | Xina - SAST                        |
| 10 de maig 07:06:04     | Xina - Yaogan 14 | CNSA                                 | Terrestre baixa                                     | Reconeixement                                       | En òrbita                          | Operacional                        |
| 10 de maig 07:06:04     | Xina - Tiantuo 1 | NUDT                                 | Terrestre baixa                                     | Tecnologia                                          | En òrbita                          | Operacional                        |
| 10 de maig 07:06:04     | – |                                      |                                                     |                                                     |                                    |                                    |
| 15 de maig 03:01:23     | - Soiuz-FG | - Soiuz-FG                           | - Baikonur Site 1/5                                 | - Baikonur Site 1/5                                 | - Roskosmos                        | - Roskosmos                        |
| 15 de maig 03:01:23     | - Soiuz TMA-04M | Roskosmos                            | Terrestre Baixa (ISS)                               | Expedició 31/32                                     | 17 de setembre 02:53               | Reeixit                            |
| 15 de maig 03:01:23     | Vol tripulat |                                      |                                                     |                                                     |                                    |                                    |
| 15 de maig 22:13:07     | - Ariane 5ECA | - Ariane 5ECA                        | - Kourou ELA-3                                      | - Kourou ELA-3                                      | - Arianespace                      | - Arianespace                      |
| 15 de maig 22:13:07     | - JCSAT-13 | JSAT                                 | Geosíncrona                                         | Comuniacions                                        | En òrbita                          | Operacional                        |
| 15 de maig 22:13:07     | - Vinasat-2 | VNPT                                 | Geosíncrona                                         | Comuniacions                                        | En òrbita                          | Operacional                        |
| 15 de maig 22:13:07     | – |                                      |                                                     |                                                     |                                    |                                    |
| 17 de maig 14:05        | - Soiuz-U | - Soiuz-U                            | - Plesetsk Site 16/2                                | - Plesetsk Site 16/2                                | - VKO                              | - VKO                              |
| 17 de maig 14:05        | - Kosmos 2480 (Kobalt-M No.8) | VKO                                  | Terrestre baixa                                     | Vigilància òptica                                   | 24 de setembre                     | Reeixit                            |
| 17 de maig 14:05        | Últim llançament del Soyuz-U des de Plesetsk |                                      |                                                     |                                                     |                                    |                                    |
| 17 de maig 16:39        | - H-IIA | - H-IIA                              | - Tanegashima LA-Y1                                 | - Tanegashima LA-Y1                                 | - MHI                              | - MHI                              |
| 17 de maig 16:39        | - GCOM-W1 | JAXA/NASA                            | Heliosíncrona                                       | Ciència terrestre                                   | En òrbita                          | Operacional                        |
| 17 de maig 16:39        | - Arirang-3 | KARI                                 | Heliosíncrona                                       | Teledetecció                                        | En òrbita                          | Operacional                        |
| 17 de maig 16:39        | - SDS-4 | JAXA                                 | Heliosíncrona                                       | Tecnologia                                          | En òrbita                          | Operacional                        |
| 17 de maig 16:39        | - Horyu-2 | KIT                                  | Heliosíncrona                                       | Tecnologia Radioafició                              | En òrbita                          | Operacional                        |
| 17 de maig 16:39        | – |                                      |                                                     |                                                     |                                    |                                    |
| 17 de maig 19:12:14     | - Proton-M/Briz-M | - Proton-M/Briz-M                    | - Baikonur Site 81/24                               | - Baikonur Site 81/24                               | - - International Launch Services  | - - International Launch Services  |
| 17 de maig 19:12:14     | - Nimiq 6 | Telesat                              | Geosíncrona                                         | Comuniacions                                        | En òrbita                          | Operacional                        |
| 17 de maig 19:12:14     | – |                                      |                                                     |                                                     |                                    |                                    |
| 22 de maig 07:44:38     | - Falcon 9 | - Falcon 9                           | - Cape Canaveral SLC-40                             | - Cape Canaveral SLC-40                             | - SpaceX                           | - SpaceX                           |
| 22 de maig 07:44:38     | - Dragon C2+ | SpaceX/NASA                          | Terrestre baixa (ISS)                               | Proves de logística espacial                        | 31 de maig 16:42                   | Reeixit                            |
| 22 de maig 07:44:38     | - New Frontier | Celestis                             | Terrestre baixa                                     | Enterrament espacial                                | 27 de juny                         | Reeixit                            |
| 22 de maig 07:44:38     | COTS Demo 2+, maniobres de proves orbitals i encontre amb l'ISS, atracatge i lliurament de subministraments. Primera nau espacial comercial en visitar l'ISS. La càrrega útil Celestis, que conté les restes incinerades de 308 persones, entre elles Gordon Cooper i James Doohan, va romandre unida intencionalment a l'etapa superior. |                                      |                                                     |                                                     |                                    |                                    |
| 23 de maig              | - Safir 1B | - Safir 1B                           | - Semnan                                            | - Semnan                                            | - ISA                              | - ISA                              |
| 23 de maig              | - Fajr | ISA                                  | Planificat: Terrestre baixa                         | Imatgeria                                           | 23 de maig                         | Error de llançament                |
| 23 de maig              | Probable error de llançament; no està confirmat la identitat de l'intent de llançament, el coet, el satèl·lit i l'hora de llançament |                                      |                                                     |                                                     |                                    |                                    |
| 23 de maig 06:15        | - Topol M2 | - Topol M2                           | - Plesetsk                                          | - Plesetsk                                          | - RVSN                             | - RVSN                             |
| 23 de maig 06:15        | | RVSN                                 | Suborbital                                          | Prova de míssils                                    | 23 de maig                         | Reeixit                            |
| 23 de maig 06:15        | – |                                      |                                                     |                                                     |                                    |                                    |
| 26 de maig 15:56:04     | Xina - Llarga Marxa 3B/E | Xina - Llarga Marxa 3B/E             | Xina - Xichang LA-2                                 | Xina - Xichang LA-2                                 | Xina - CALT                        | Xina - CALT                        |
| 26 de maig 15:56:04     | Xina - Chinasat-2A | China Satcom                         | Geosíncrona                                         | Comunicacions                                       | En òrbita                          | Operacional                        |
| 26 de maig 15:56:04     | – |                                      |                                                     |                                                     |                                    |                                    |
| 29 de maig 07:31:05     | Xina - Llarga Marxa 4C | Xina - Llarga Marxa 4C               | Xina - Taiyuan LA-9                                 | Xina - Taiyuan LA-9                                 | Xina - SAST                        | Xina - SAST                        |
| 29 de maig 07:31:05     | Xina - Yaogan 15 | CNSA                                 | Heliosíncrona                                       | Reconeixement                                       | En òrbita                          | Operacional                        |
| 29 de maig 07:31:05     | – |                                      |                                                     |                                                     |                                    |                                    |
| Juny                    | |                                      |                                                     |                                                     |                                    |                                    |
| 1 de juny 05:22:59      | - Zenit-3SL | - Zenit-3SL                          | - Ocean Odyssey                                     | - Ocean Odyssey                                     | UN - Sea Launch                    | UN - Sea Launch                    |
| 1 de juny 05:22:59      | - Intelsat 19 | Intelsat                             | Geosíncrona                                         | Comunicacions                                       | En òrbita                          | Error parcial del vehicle          |
| 1 de juny 05:22:59      | El segon panell solar va fallar al principi en desplegar-se després del llançament, eventualment es va desplegar però es va danyar |                                      |                                                     |                                                     |                                    |                                    |
| 7 de juny 17:39         | - RS-12M Topol | - RS-12M Topol                       | - Kapustin Iar                                      | - Kapustin Iar                                      | - RVSN                             | - RVSN                             |
| 7 de juny 17:39         | | RVSN                                 | Suborbital                                          | Prova de míssils                                    | 7 de juny                          | Reeixit                            |
| 7 de juny 17:39         | – |                                      |                                                     |                                                     |                                    |                                    |
| 13 de juny 16:00:37     | - Pegasus-XL | - Pegasus-XL                         | MHL - Stargazer, Kwajalein Atoll                    | MHL - Stargazer, Kwajalein Atoll                    | - Orbital Sciences                 | - Orbital Sciences                 |
| 13 de juny 16:00:37     | - NuSTAR | NASA                                 | Terrestre baixa                                     | Astronomia de raigs X                               | En òrbita                          | Operacional                        |
| 13 de juny 16:00:37     | – |                                      |                                                     |                                                     |                                    |                                    |
| 16 de juny 10:37:24     | Xina - Llarga Marxa 2F | Xina - Llarga Marxa 2F               | Xina - Jiuquan LA-4/SLS-1                           | Xina - Jiuquan LA-4/SLS-1                           | Xina - CALT                        | Xina - CALT                        |
| 16 de juny 10:37:24     | Xina - Shenzhou 9 | CASC                                 | Terrestre baixa (Tiangong-1)                        | Tecnologia                                          | 29 de juny 02:01                   | Reeixit                            |
| 16 de juny 10:37:24     | Xina - Shenzhou-9-GC | CNSA                                 | Terrestre baixa (Tiangong-1)                        |                                                     | 2 de desembre                      | Reeixit                            |
| 16 de juny 10:37:24     | Vol tripulat, primera dona xinesa a l'espai, primera missió tripulada al Tiangong-1 |                                      |                                                     |                                                     |                                    |                                    |
| 20 de juny 12:28        | - Atlas V 401 | - Atlas V 401                        | - Cape Canaveral SLC-41                             | - Cape Canaveral SLC-41                             | - United Launch Alliance           | - United Launch Alliance           |
| 20 de juny 12:28        | - USA-236 (SDS) | NRO                                  | Geostationary                                       | Comunicacions                                       | En òrbita                          | Operacional                        |
| 20 de juny 12:28        | Llançament de la NRO núm. 38 |                                      |                                                     |                                                     |                                    |                                    |
| 21 de juny 10:40        | Terrier Improved Orion | Terrier Improved Orion               | Wallops Island                                      | Wallops Island                                      | - NASA                             | - NASA                             |
| 21 de juny 10:40        | - RockOn | Colorado                             | Suborbital                                          | Experiments d'estudiants                            | 21 de juny                         | Reeixit                            |
| 21 de juny 10:40        | – |                                      |                                                     |                                                     |                                    |                                    |
| 22 de juny 19:18        | - VS-40 | - VS-40                              | - Andøya                                            | - Andøya                                            | - Andøya                           | - Andøya                           |
| 22 de juny 19:18        | - SHEFEX II | DLR                                  | Suborbital                                          | Tecnologia                                          | 22 de juny                         | Reeixit                            |
| 22 de juny 19:18        | – |                                      |                                                     |                                                     |                                    |                                    |
| 23 de juny 19:30        | - Black Brant IX | - Black Brant IX                     | - White Sands                                       | - White Sands                                       | - NASA                             | - NASA                             |
| 23 de juny 19:30        | EVE | Colorado                             | Suborbital                                          | Calibratge del SDO                                  | 23 de juny                         | Reeixit                            |
| 23 de juny 19:30        | – |                                      |                                                     |                                                     |                                    |                                    |
| 27 de juny 09:15        | Castor 4B | Castor 4B                            | Kauai                                               | Kauai                                               | MDA                                | MDA                                |
| 27 de juny 09:15        | | MDA                                  | Suborbital                                          | Blanc d'ABM                                         | 27 de juny                         | Reeixit                            |
| 27 de juny 09:15        | SM-3 Block 1B target |                                      |                                                     |                                                     |                                    |                                    |
| 27 de juny 09:18        | RIM-161C Standard Missile 3 Block 1B | RIM-161C Standard Missile 3 Block 1B | USS Lake Erie, Oceà Pacífic                         | USS Lake Erie, Oceà Pacífic                         | Marina dels Estats Units d'Amèrica | Marina dels Estats Units d'Amèrica |
| 27 de juny 09:18        | | Marina dels Estats Units             | Suborbital                                          | Prova d'ABM                                         | 27 de juny                         | Reeixit                            |
| 27 de juny 09:18        | FTM-18, intercepció amb èxit |                                      |                                                     |                                                     |                                    |                                    |
| 29 de juny 13:15        | - Delta IV-H | - Delta IV-H                         | - Cape Canaveral SLC-37B                            | - Cape Canaveral SLC-37B                            | - United Launch Alliance           | - United Launch Alliance           |
| 29 de juny 13:15        | - USA-237 (Mentor) | NRO                                  | Geosíncrona                                         | ELINT                                               | En òrbita                          | Operacional                        |
| 29 de juny 13:15        | Llançament de la NRO núm. 15, primer vol del Delta IV amb motors RS-68A |                                      |                                                     |                                                     |                                    |                                    |
| Juliol                  | |                                      |                                                     |                                                     |                                    |                                    |
| 3 de juliol             | - Shahab-1 | - Shahab-1                           | - Iran                                              | - Iran                                              | - IRGC                             | - IRGC                             |
| 3 de juliol             | | IGRC                                 | Suborbital                                          | Prova de míssils                                    | 3 de juliol                        | Reeixit                            |
| 3 de juliol             | Apogeu: ~100 km |                                      |                                                     |                                                     |                                    |                                    |
| 3 de juliol             | - Shahab-2 | - Shahab-2                           | - Iran                                              | - Iran                                              | - IGRC                             | - IGRC                             |
| 3 de juliol             | | IRGC                                 | Suborbital                                          | Prova de míssils                                    | 3 de juliol                        | Reeixit                            |
| 3 de juliol             | Apogeu: ~100 km |                                      |                                                     |                                                     |                                    |                                    |
| 3 de juliol             | - Shahab-3 | - Shahab-3                           | - Iran                                              | - Iran                                              | - IRGC                             | - IRGC                             |
| 3 de juliol             | | IRGC                                 | Suborbital                                          | Prova de míssils                                    | 3 de juliol                        | Reeixit                            |
| 3 de juliol             | Apogeu: ~150 km |                                      |                                                     |                                                     |                                    |                                    |
| 5 de juliol 18:50       | - Black Brant IX | - Black Brant IX                     | - White Sands                                       | - White Sands                                       | - NASA                             | - NASA                             |
| 5 de juliol 18:50       | SUMI | NASA/MSFC                            | Suborbital                                          | Investigació solar                                  | 5 de juliol                        | Reeixit                            |
| 5 de juliol 18:50       | – |                                      |                                                     |                                                     |                                    |                                    |
| 5 de juliol 21:36:07    | - Ariane 5ECA | - Ariane 5ECA                        | - Kourou ELA-3                                      | - Kourou ELA-3                                      | - Arianespace                      | - Arianespace                      |
| 5 de juliol 21:36:07    | - Echostar XVII | Hughes Network Systems               | Geosíncrona                                         | Comuniacions                                        | En òrbita                          | Operacional                        |
| 5 de juliol 21:36:07    | - MSG 3 | EUMETSAT                             | Geosíncrona                                         | Climàtic                                            | En òrbita                          | Operacional                        |
| 5 de juliol 21:36:07    | – |                                      |                                                     |                                                     |                                    |                                    |
| 9 de juliol 18:38:30    | - Proton-M/Briz-M Enhanced | - Proton-M/Briz-M Enhanced           | - Baikonur Site 81/24                               | - Baikonur Site 81/24                               | - - International Launch Services  | - - International Launch Services  |
| 9 de juliol 18:38:30    | - SES-5 | SES                                  | Geosíncrona                                         | Comunicacions                                       | En òrbita                          | Operacional                        |
| 9 de juliol 18:38:30    | – |                                      |                                                     |                                                     |                                    |                                    |
| 11 de juliol 18:50      | - Black Brant IX | - Black Brant IX                     | - White Sands                                       | - White Sands                                       | - NASA                             | - NASA                             |
| 11 de juliol 18:50      | - Hi-C | NASA/MSFC                            | Suborbital                                          | Investigació solar                                  | 11 de juliol                       | Reeixit                            |
| 11 de juliol 18:50      | – |                                      |                                                     |                                                     |                                    |                                    |
| 13 de juliol 04:36      | - Agni-I | - Agni-I                             | - Integrated Test Range                             | - Integrated Test Range                             | - IDRDL                            | - IDRDL                            |
| 13 de juliol 04:36      | | IDRDL                                | Suborbital                                          | Prova de míssils                                    | 13 de juliol                       | Reeixit                            |
| 13 de juliol 04:36      | Apogeu: ~200 km |                                      |                                                     |                                                     |                                    |                                    |
| 15 de juliol 02:40:03   | - Soyuz-FG | - Soyuz-FG                           | - Baikonur Site 1/5                                 | - Baikonur Site 1/5                                 | - Roskosmos                        | - Roskosmos                        |
| 15 de juliol 02:40:03   | - Soiuz TMA-05M | Roskosmos                            | Terrestre baixa (ISS)                               | Expedició 32/33                                     | 19 de novembre 01:56               | Reeixit                            |
| 15 de juliol 02:40:03   | Vol tripulat |                                      |                                                     |                                                     |                                    |                                    |
| 21 de juliol 02:06:18   | - H-IIB 304 | - H-IIB 304                          | - Tanegashima LA-Y2                                 | - Tanegashima LA-Y2                                 | - JAXA                             | - JAXA                             |
| 21 de juliol 02:06:18   | - Kounotori 3 | JAXA                                 | Terrestre baixa (ISS)                               | Logística                                           | 14 de setembre                     | Reeixit                            |
| 21 de juliol 02:06:18   | - Raiko | Wakayama/Tohuku                      | Terrestre baixa                                     | Tecnologia                                          | En òrbita                          | Operacional                        |
| 21 de juliol 02:06:18   | - Niwaka | FIT                                  | Terrestre baixa                                     | Tecnologia                                          | En òrbita                          | Operacional                        |
| 21 de juliol 02:06:18   | - We-Wish | Meisei                               | Terrestre baixa                                     | Tecnologia                                          | En òrbita                          | Operacional                        |
| 21 de juliol 02:06:18   | VNM - F-1 | FPT                                  | Terrestre baixa                                     | Tecnologia                                          | En òrbita                          | Operacional                        |
| 21 de juliol 02:06:18   | - TechEdSat | San Jose                             | Terrestre baixa                                     | Tecnologia                                          | En òrbita                          | Operacional                        |
| 21 de juliol 02:06:18   | Totes les càrregues útils de CubeSats eren dins del Kounotori 3. Els CubeSats van ser transportats a bord el Kounotori i van ser desplegats des de l'ISS |                                      |                                                     |                                                     |                                    |                                    |
| 22 de juliol 06:41:39   | - Soiuz-FG/Fregat | - Soiuz-FG/Fregat                    | - Baikonur Site 31/6                                | - Baikonur Site 31/6                                | - Roskosmos                        | - Roskosmos                        |
| 22 de juliol 06:41:39   | - Kanopus V-1 | Roskosmos                            | Terrestre baixa                                     | Teledetecció                                        | En òrbita                          | Operacional                        |
| 22 de juliol 06:41:39   | - BelKA-2 | NASRB                                | Terrestre baixa                                     | Imatgeria                                           | En òrbita                          | Operacional                        |
| 22 de juliol 06:41:39   | - Zond-PP |                                      | Terrestre baixa                                     | Tecnologia Teledetecció                             | En òrbita                          | Operacional                        |
| 22 de juliol 06:41:39   | - TET-1 | DLR                                  | Terrestre baixa                                     | Tecnologia                                          | En òrbita                          | Operacional                        |
| 22 de juliol 06:41:39   | - exactView 1 | ExactEarth                           | Terrestre baixa                                     | Comunicacions                                       | En òrbita                          | Operacional                        |
| 22 de juliol 06:41:39   | Primer satèl·lit belarús |                                      |                                                     |                                                     |                                    |                                    |
| 23 de juliol 11:01      | - Black Brant XI | - Black Brant XI                     | - Wallops Island                                    | - Wallops Island                                    | - NASA                             | - NASA                             |
| 23 de juliol 11:01      | - IRVE-3 | NASA/Langley                         | Suborbital                                          | Prova de reentrada atmosfèrica                      | 23 de juliol                       | Reeixit                            |
| 23 de juliol 11:01      | Apogeu: ~285 mi; part del Programa Hypersonic Inflatable Aerodynamic Decelerator |                                      |                                                     |                                                     |                                    |                                    |
| 24 de juliol 19:17      | - Black Brant IX | - Black Brant IX                     | - White Sands                                       | - White Sands                                       | - NASA                             | - NASA                             |
| 24 de juliol 19:17      | DFS | USC                                  | Suborbital                                          | Investigació solar                                  | 24 de juliol                       | Reeixit                            |
| 24 de juliol 19:17      | – |                                      |                                                     |                                                     |                                    |                                    |
| 25 de juliol 15:43:04   | Xina - Llarga Marxa 3C | Xina - Llarga Marxa 3C               | Xina - Xichang LA-2                                 | Xina - Xichang LA-2                                 | Xina - CALT                        | Xina - CALT                        |
| 25 de juliol 15:43:04   | Xina - Tianlian I-03 | CNSA                                 | Geosíncrona                                         | Comunicacions                                       | En òrbita                          | Operacional                        |
| 25 de juliol 15:43:04   | – |                                      |                                                     |                                                     |                                    |                                    |
| 28 de juliol 01:35:34   | - Rókot/Briz-KM | - Rókot/Briz-KM                      | - Plesetsk Site 133/3                               | - Plesetsk Site 133/3                               | - VKS                              | - VKS                              |
| 28 de juliol 01:35:34   | - Gonets M-3 | Gonets                               | Terrestre baixa                                     | Comunicacions                                       | En òrbita                          | Operacional                        |
| 28 de juliol 01:35:34   | - Gonets M-4 | Gonets                               | Terrestre baixa                                     | Comunicacions                                       | En òrbita                          | Operacional                        |
| 28 de juliol 01:35:34   | - Kosmos 2481 (Strela-3M) | VKS                                  | Terrestre baixa                                     | Comunicacions                                       | En òrbita                          | Operacional                        |
| 28 de juliol 01:35:34   | - MiR (Yubileyniy 2) | NPO PM                               | Terrestre baixa                                     | Tecnologia de radioafició                           | En òrbita                          | Operacional                        |
| 28 de juliol 01:35:34   | – |                                      |                                                     |                                                     |                                    |                                    |
| Agost                   | |                                      |                                                     |                                                     |                                    |                                    |
| 1 d'agost 19:35:13      | - Soiuz-U | - Soiuz-U                            | - Baikonur Site 1/5                                 | - Baikonur Site 1/5                                 | - Roskosmos                        | - Roskosmos                        |
| 1 d'agost 19:35:13      | - Progress M-16M | Roskosmos                            | Terrestre baixa (ISS)                               | Logística                                           | En òrbita                          | Operacional                        |
| 1 d'agost 19:35:13      | - Sfera-53 | Roskosmos                            | Terrestre baixa                                     | Densitat de l'aire                                  | En òrbita                          | Operacional                        |
| 1 d'agost 19:35:13      | Sfera-53 desplegat de l'ISS a les 18:29 UTC del 20 d'agost durant un passeig espacial |                                      |                                                     |                                                     |                                    |                                    |
| 2 d'agost 20:54         | - Ariane 5ECA | - Ariane 5ECA                        | - Kourou ELA-3                                      | - Kourou ELA-3                                      | - Arianespace                      | - Arianespace                      |
| 2 d'agost 20:54         | - Intelsat 20 | Intelsat                             | Geosíncrona                                         | Comuniacions                                        | En òrbita                          | Operacional                        |
| 2 d'agost 20:54         | - HYLAS-2 | Avanti                               | Geosíncrona                                         | Comunicacions                                       | En òrbita                          | Operacional                        |
| 2 d'agost 20:54         | – |                                      |                                                     |                                                     |                                    |                                    |
| 6 d'agost 19:31:00      | - Proton-M/Briz-M Enhanced | - Proton-M/Briz-M Enhanced           | - Baikonur Site 81/24                               | - Baikonur Site 81/24                               | - Khrunichev                       | - Khrunichev                       |
| 6 d'agost 19:31:00      | - Telkom-3 | PT Telkom                            | Planificat: Geosíncrona Assolit: Terrestre mitjana  | Comunicacions                                       | En òrbita                          | Error de llançament                |
| 6 d'agost 19:31:00      | - Ekspress MD2 | RSCC                                 | Planificat: Geosynchronous Assolit: Medium Earth    | Comunicacions                                       | En òrbita                          | Error de llançament                |
| 6 d'agost 19:31:00      | Error del tram Briz-M en 7 segons en la seva tercera ignició. El tram va explotar el 16 d'octubre, generant unes 500 peces de deixalles espacials |                                      |                                                     |                                                     |                                    |                                    |
| 7 d'agost 07:30:00      | S-310 | S-310                                | Uchinoura                                           | Uchinoura                                           | JAXA                               | JAXA                               |
| 7 d'agost 07:30:00      | [ 110 ] | UT/JAXA/AGU/TKD/NU/TU/KIT            | Suborbital                                          | Tecnologia                                          | 7 d'agost                          | Reeixit                            |
| 7 d'agost 07:30:00      | – |                                      |                                                     |                                                     |                                    |                                    |
| 9 d'agost 03:16         | - Agni-II | - Agni-II                            | - ITR IC-4                                          | - ITR IC-4                                          | - Exèrcit indi                     | - Exèrcit indi                     |
| 9 d'agost 03:16         | | Exèrcit indi                         | Suborbital                                          | Prova de míssils                                    | 9 d'agost                          | Reeixit                            |
| 9 d'agost 03:16         | Apogeu: 220 km |                                      |                                                     |                                                     |                                    |                                    |
| 19 d'agost 06:54:59     | - Zenit-3SL | - Zenit-3SL                          | - Ocean Odyssey                                     | - Ocean Odyssey                                     | UN - Sea Launch                    | UN - Sea Launch                    |
| 19 d'agost 06:54:59     | - Intelsat 21 | Intelsat                             | Geosíncrona                                         | Comunicacions                                       | En òrbita                          | Operacional                        |
| 19 d'agost 06:54:59     | – |                                      |                                                     |                                                     |                                    |                                    |
| 30 d'agost 08:05:27     | - Atlas V 401 | - Atlas V 401                        | - Cape Canaveral SLC-41                             | - Cape Canaveral SLC-41                             | - United Launch Alliance           | - United Launch Alliance           |
| 30 d'agost 08:05:27     | - RBSP-A | NASA                                 | Altament el·líptica                                 | Magnetosfèric                                       | En òrbita                          | Operacional                        |
| 30 d'agost 08:05:27     | - RBSP-B | NASA                                 | Altament el·líptica                                 | Magnetosfèric                                       | En òrbita                          | Operacional                        |
| 30 d'agost 08:05:27     | Radiation Belt Storm Probes |                                      |                                                     |                                                     |                                    |                                    |
| Setembre                | |                                      |                                                     |                                                     |                                    |                                    |
| 9 de setembre 04:23     | - PSLV-CA | - PSLV-CA                            | - Satish Dhawan FLP                                 | - Satish Dhawan FLP                                 | - ISRO                             | - ISRO                             |
| 9 de setembre 04:23     | - SPOT 6 | CNES                                 | Terrestre baixa                                     | Observació terrestre                                | En òrbita                          | Operacional                        |
| 9 de setembre 04:23     | - PROITERES | Osaka Institute of Technology        | Terrestre baixa                                     | Tecnologia de radioafició                           | En òrbita                          | Operacional                        |
| 9 de setembre 04:23     | – |                                      |                                                     |                                                     |                                    |                                    |
| 12 de setembre          | - Terrier-Lynx | - Terrier-Lynx                       | Wallops Island                                      | Wallops Island                                      | DoD                                | DoD                                |
| 12 de setembre          | | DoD                                  | Suborbital                                          | Blanc de radar                                      | 12 de setembre                     | Reeixit                            |
| 12 de setembre          | Apogeu: ~300 km |                                      |                                                     |                                                     |                                    |                                    |
| 13 de setembre 12:30    | - Juno | - Juno                               | - Fort Wingate LC-96                                | - Fort Wingate LC-96                                | - Exèrcit dels Estats Units        | - Exèrcit dels Estats Units        |
| 13 de setembre 12:30    | | Exèrcit dels Estats Units            | Suborbital                                          | Objectiu                                            | 13 de setembre                     | Reeixit                            |
| 13 de setembre 12:30    | Objectiu per a la prova del MIM-104 Patriot PAC-3 MSE, intercepció amb èxit |                                      |                                                     |                                                     |                                    |                                    |
| 13 de setembre 21:39:00 | - Atlas V 401 | - Atlas V 401                        | - Vandenberg SLC-3E                                 | - Vandenberg SLC-3E                                 | - United Launch Alliance           | - United Launch Alliance           |
| 13 de setembre 21:39:00 | - USA-238 (NOSS) | NRO                                  | Terrestre baixa                                     | ELINT                                               | En òrbita                          | Operacional                        |
| 13 de setembre 21:39:00 | - USA-238 (NOSS) | NRO                                  | Terrestre baixa                                     | ELINT                                               | En òrbita                          | Operacional                        |
| 13 de setembre 21:39:00 | - CINEMA 1 | UCB                                  | Terrestre baixa                                     | Investigació magnetosfèrica                         | En òrbita                          | Operacional                        |
| 13 de setembre 21:39:00 | - CXBN | Morehead                             | Terrestre baixa                                     | Astronomia de raigs X                               | En òrbita                          | Operacional                        |
| 13 de setembre 21:39:00 | - CP 5 | CalPoly                              | Terrestre baixa                                     | Tecnologia                                          | En òrbita                          | Operacional                        |
| 13 de setembre 21:39:00 | - CSSWE | CU-Boulder                           | Terrestre baixa                                     | Investigació magnetosfèrica                         | En òrbita                          | Operacional                        |
| 13 de setembre 21:39:00 | - Aeneas | USC/NRO                              | Terrestre baixa                                     | Tecnologia                                          | En òrbita                          | Operacional                        |
| 13 de setembre 21:39:00 | - STARE A | Lawrence Livermore                   | Terrestre baixa                                     | Tecnologia                                          | En òrbita                          | Operacional                        |
| 13 de setembre 21:39:00 | - SMDC-ONE 2.1 | US Army                              | Terrestre baixa                                     | Tecnologia                                          | En òrbita                          | Operacional                        |
| 13 de setembre 21:39:00 | - SMDC-ONE 2.2 | Exèrcit dels Estats Units            | Terrestre baixa                                     | Tecnologia                                          | En òrbita                          | Operacional                        |
| 13 de setembre 21:39:00 | - AeroCube 4 | The Aerospace Corporation            | Terrestre baixa                                     | Tecnologia                                          | En òrbita                          | Operacional                        |
| 13 de setembre 21:39:00 | - AeroCube 4A | The Aerospace Corporation            | Terrestre baixa                                     | Tecnologia                                          | En òrbita                          | Operacional                        |
| 13 de setembre 21:39:00 | - AeroCube 4B | The Aerospace Corporation            | Terrestre baixa                                     | Tecnologia                                          | En òrbita                          | Operacional                        |
| 13 de setembre 21:39:00 | Llançament de la NRO núm. 36 |                                      |                                                     |                                                     |                                    |                                    |
| 13 de setembre          | VS-30/Orion | VS-30/Orion                          | Andøya                                              | Andøya                                              | DSTO                               | DSTO                               |
| 13 de setembre          | - HiFire-3 | DSTO                                 | Suborbital                                          | Tecnologia                                          | 13 de setembre                     | Reeixit                            |
| 13 de setembre          | Experiment d'investigació hipersònica, Apogeu: 349 km |                                      |                                                     |                                                     |                                    |                                    |
| 17 de setembre 16:28:40 | - Soyuz-2.1a/Fregat | - Soyuz-2.1a/Fregat                  | - Baikonur Site 31/6                                | - Baikonur Site 31/6                                | - Starsem                          | - Starsem                          |
| 17 de setembre 16:28:40 | - MetOp-B | EUMETSAT                             | Heliosíncrona                                       | Climàtic                                            | En òrbita                          | Operacional                        |
| 17 de setembre 16:28:40 | – |                                      |                                                     |                                                     |                                    |                                    |
| 18 de setembre 19:10:04 | Xina - Llarga Marxa 3B/E | Xina - Llarga Marxa 3B/E             | Xina - Xichang LA-2                                 | Xina - Xichang LA-2                                 | Xina - CALT                        | Xina - CALT                        |
| 18 de setembre 19:10:04 | Xina - Compass-M5 | CNSA                                 | Terrestre Mitjana                                   | Navegació                                           | En òrbita                          | Operacional                        |
| 18 de setembre 19:10:04 | Xina - Compass-M6 | CNSA                                 | Terrestre Mitjana                                   | Navegació                                           | En òrbita                          | Operacional                        |
| 18 de setembre 19:10:04 | – |                                      |                                                     |                                                     |                                    |                                    |
| 19 de setembre 11:45    | - Agni-IV | - Agni-IV                            | - ITR IC-4                                          | - ITR IC-4                                          | - Exèrcit indi                     | - Exèrcit indi                     |
| 19 de setembre 11:45    | | Exèrcit indi                         | Suborbital                                          | Prova de míssils                                    | 19 de setembre                     | Reeixit                            |
| 19 de setembre 11:45    | Apogeu: 800 km |                                      |                                                     |                                                     |                                    |                                    |
| 21 de setembre 13:15    | - Agni-III | - Agni-III                           | - ITR IC-4                                          | - ITR IC-4                                          | - Exèrcit indi                     | - Exèrcit indi                     |
| 21 de setembre 13:15    | | Exèrcit indi                         | Suborbital                                          | Prova de míssils                                    | 21 de setembre                     | Reeixit                            |
| 21 de setembre 13:15    | Apogeu: 450 km |                                      |                                                     |                                                     |                                    |                                    |
| 21 de setembre 11:16    | Terrier Improved Malemute | Terrier Improved Malemute            | Wallops Island                                      | Wallops Island                                      | - NASA                             | - NASA                             |
| 21 de setembre 11:16    | RockSat-X | NASA                                 | Suborbital                                          | Experiments d'estudiants                            | 21 de setembre                     | Reeixit                            |
| 21 de setembre 11:16    | Apogeu: ~153 km |                                      |                                                     |                                                     |                                    |                                    |
| 22 de setembre 11:00    | Talos Terrier Oriole | Talos Terrier Oriole                 | Wallops Island                                      | Wallops Island                                      | - NASA                             | - NASA                             |
| 22 de setembre 11:00    | | NASA                                 | Suborbital                                          | Prova de coet                                       | 22 de setembre                     | Reeixit                            |
| 22 de setembre 11:00    | Apogeu: ~269 km |                                      |                                                     |                                                     |                                    |                                    |
| 22 de setembre          | - Safir 1B | - Safir 1B                           | - Semnan                                            | - Semnan                                            | - ISA                              | - ISA                              |
| 22 de setembre          | - Fajr | ISA                                  | Destinat: Terrestre Baixa                           | Imatgeria                                           | 22 de setembre                     | Error de llançament                |
| 22 de setembre          | – |                                      |                                                     |                                                     |                                    |                                    |
| 28 de setembre 21:18:07 | - Ariane 5ECA | - Ariane 5ECA                        | - Kourou ELA-3                                      | - Kourou ELA-3                                      | - Arianespace                      | - Arianespace                      |
| 28 de setembre 21:18:07 | - Astra 2F | SES                                  | Geosíncrona                                         | Comunicacions                                       | En òrbita                          | Operacional                        |
| 28 de setembre 21:18:07 | - GSAT-10 | ISRO                                 | Geosíncrona                                         | Comuniacions                                        | En òrbita                          | Operacional                        |
| 28 de setembre 21:18:07 | – |                                      |                                                     |                                                     |                                    |                                    |
| 29 de setembre 04:12:04 | Xina - Llarga Marxa 2D | Xina - Llarga Marxa 2D               | Xina - Jiuquan LA-4/SLS-2                           | Xina - Jiuquan LA-4/SLS-2                           | Xina - SAST                        | Xina - SAST                        |
| 29 de setembre 04:12:04 | - VRSS-1 | MPPCTII                              | Terrestre baixa                                     | Teledetecció                                        | En òrbita                          | Operacional                        |
| 29 de setembre 04:12:04 | – |                                      |                                                     |                                                     |                                    |                                    |
| Octubre                 | |                                      |                                                     |                                                     |                                    |                                    |
| 4 d'octubre 03:37       | - Prithvi II | - Prithvi II                         | Integrated Test Range Launch Complex 3              | Integrated Test Range Launch Complex 3              | - DRDO                             | - DRDO                             |
| 4 d'octubre 03:37       | | DRDO                                 | Suborbital                                          | Prova de míssils                                    | 4 d'octubre                        | Reeixit                            |
| 4 d'octubre 03:37       | Apogeu: ~100 km |                                      |                                                     |                                                     |                                    |                                    |
| 4 d'octubre 12:10:00    | - Delta IV M+(4,2) | - Delta IV M+(4,2)                   | - Cape Canaveral SLC-37B                            | - Cape Canaveral SLC-37B                            | - United Launch Alliance           | - United Launch Alliance           |
| 4 d'octubre 12:10:00    | - USA-239 (GPS IIF-3) | Força Aèria dels EUA                 | Terrestre mitjana                                   | Navegació                                           | En òrbita                          | Operacional                        |
| 4 d'octubre 12:10:00    | – |                                      |                                                     |                                                     |                                    |                                    |
| 5 d'octubre 05:55       | - Dhanush | - Dhanush                            | - Ship, Oceà Indi                                   | - Ship, Oceà Indi                                   | - DRDO                             | - DRDO                             |
| 5 d'octubre 05:55       | | DRDO                                 | Suborbital                                          | Objectiu                                            | 5 d'octubre                        | Reeixit                            |
| 5 d'octubre 05:55       | Apogeu: ~100 km |                                      |                                                     |                                                     |                                    |                                    |
| 8 d'octubre 00:35:07    | - Falcon 9 | - Falcon 9                           | - Cape Canaveral SLC-40                             | - Cape Canaveral SLC-40                             | - SpaceX                           | - SpaceX                           |
| 8 d'octubre 00:35:07    | - SpaceX CRS-1 | SpaceX                               | Terrestre baixa (ISS)                               | Logística                                           | 28 d'octubre 19:22                 | Reeixit                            |
| 8 d'octubre 00:35:07    | - Orbcomm-2 F1 | Orbcomm                              | Terrestre Baixa                                     | Comunicacions                                       | 10 d'octubre                       | Error de llançament                |
| 8 d'octubre 00:35:07    | Primer vol del programa Commercial Resupply Services. L'error del motor de la primera etapa va resultar en una òrbita baixa inutilitzable per a la càrrega útil Orbcomm; el CRS-1 però, va ser posat en òrbita correcta |                                      |                                                     |                                                     |                                    |                                    |
| 12 d'octubre 18:15:01   | - Soyuz-STB/Fregat-MT | - Soyuz-STB/Fregat-MT                | - Kourou ELS                                        | - Kourou ELS                                        | - Arianespace                      | - Arianespace                      |
| 12 d'octubre 18:15:01   | - Galileo-IOV 3 | ESA                                  | Terrestre Mitjana                                   | Navegació                                           | En òrbita                          | Operacional                        |
| 12 d'octubre 18:15:01   | - Galileo-IOV 4 | ESA                                  | Terrestre Mitjana                                   | Navegació                                           | En òrbita                          | Operacional                        |
| 12 d'octubre 18:15:01   | – |                                      |                                                     |                                                     |                                    |                                    |
| 14 d'octubre 03:25:05   | Xina - Llarga Marxa 2C/SMA | Xina - Llarga Marxa 2C/SMA           | Xina - Taiyuan LA-9                                 | Xina - Taiyuan LA-9                                 | Xina - CALT                        | Xina - CALT                        |
| 14 d'octubre 03:25:05   | Xina - Shijian 9A | CNSA                                 | Terrestre baixa                                     | Tecnologia                                          | En òrbita                          | Operacional                        |
| 14 d'octubre 03:25:05   | Xina - Shijian 9B | CNSA                                 | Terrestre baixa                                     | Tecnologia                                          | En òrbita                          | Operacional                        |
| 14 d'octubre 03:25:05   | – |                                      |                                                     |                                                     |                                    |                                    |
| 14 d'octubre 08:37:00   | - Proton-M/Briz-M Enhanced | - Proton-M/Briz-M Enhanced           | - Baikonur Site 81/24                               | - Baikonur Site 81/24                               | - - International Launch Services  | - - International Launch Services  |
| 14 d'octubre 08:37:00   | - Intelsat 23 | Intelsat                             | Geosíncrona                                         | Comunicacions                                       | En òrbita                          | Operacional                        |
| 14 d'octubre 08:37:00   | – |                                      |                                                     |                                                     |                                    |                                    |
| 19 d'octubre 09:12      | - Topol M2 | - Topol M2                           | - Plesetsk                                          | - Plesetsk                                          | - RVSN                             | - RVSN                             |
| 19 d'octubre 09:12      | | RVSN                                 | Suborbital                                          | Prova de míssils                                    | 19 d'octubre                       | Reeixit                            |
| 19 d'octubre 09:12      | – |                                      |                                                     |                                                     |                                    |                                    |
| 19 d'octubre            | - R-29R Volna | - R-29R Volna                        | - K-433 Svyatoy Georgiy Pobedonosets, Mar d'Okhotsk | - K-433 Svyatoy Georgiy Pobedonosets, Mar d'Okhotsk | - VMF                              | - VMF                              |
| 19 d'octubre            | | VMF                                  | Suborbital                                          | Prova de míssils                                    | 19 d'octubre                       | Reeixit                            |
| 19 d'octubre            | – |                                      |                                                     |                                                     |                                    |                                    |
| 23 d'octubre 10:51:11   | - Soyuz-FG | - Soyuz-FG                           | - Baikonur Site 31/6                                | - Baikonur Site 31/6                                | - Roskosmos                        | - Roskosmos                        |
| 23 d'octubre 10:51:11   | - Soiuz TMA-06M | Roskosmos                            | Terrestre baixa (ISS)                               | Expedició 33/34                                     | 16 de març 2013 03:06              | Reeixit                            |
| 23 d'octubre 10:51:11   | Vol tripulat |                                      |                                                     |                                                     |                                    |                                    |
| 23 d'octubre            | - UGM-133 Trident II D5 | - UGM-133 Trident II D5              | - HMS Vigilant                                      | - HMS Vigilant                                      | - Royal Navy                       | - Royal Navy                       |
| 23 d'octubre            | | Royal Navy                           | Suborbital                                          | Prova de míssils                                    | 23 d'octubre                       | Reeixit                            |
| 23 d'octubre            | – |                                      |                                                     |                                                     |                                    |                                    |
| 24 d'octubre 18:29      | - RS-12M Topol | - RS-12M Topol                       | - Kapustin Iar                                      | - Kapustin Iar                                      | - RVSN                             | - RVSN                             |
| 24 d'octubre 18:29      | | RVSN                                 | Suborbital                                          | Prova de míssils                                    | 24 d'octubre                       | Reeixit                            |
| 24 d'octubre 18:29      | – |                                      |                                                     |                                                     |                                    |                                    |
| 25 d'octubre 15:33:04   | Xina - Llarga Marxa 3C | Xina - Llarga Marxa 3C               | Xina - Xichang LA-2                                 | Xina - Xichang LA-2                                 | Xina - CALT                        | Xina - CALT                        |
| 25 d'octubre 15:33:04   | Xina - Compass-G6 | CNSA                                 | Geosíncrona                                         | Navegació                                           | En òrbita                          | Operacional                        |
| 25 d'octubre 15:33:04   | El sistema de navegació Compass es va convertir en operacional comercialment a la regió Àsia-Pacífic en el desembre de 2012 |                                      |                                                     |                                                     |                                    |                                    |
| 25 d'octubre            | - long Range Air Launch Target | - long Range Air Launch Target       | C-17 Globemaster III, Oceà Pacífic                  | C-17 Globemaster III, Oceà Pacífic                  | - MDA                              | - MDA                              |
| 25 d'octubre            | | MDA/IMDO                             | Suborbital                                          | Blanc d'ABM                                         | 25 d'octubre                       | Reeixit                            |
| 25 d'octubre            | Objectiu pel THAAD, intercepció amb èxit |                                      |                                                     |                                                     |                                    |                                    |
| 25 d'octubre            | THAAD | THAAD                                | Meck Island                                         | Meck Island                                         | Exèrcit dels Estats Units          | Exèrcit dels Estats Units          |
| 25 d'octubre            | FTI-01 | Exèrcit dels Estats Units/MDA        | Suborbital                                          | Prova d'ABM                                         | 25 d'octubre                       | Reeixit                            |
| 25 d'octubre            | Míssil objectiu interceptat |                                      |                                                     |                                                     |                                    |                                    |
| 25 d'octubre            | (ARAV-B) | (ARAV-B)                             | Wake Island                                         | Wake Island                                         | MDA                                | MDA                                |
| 25 d'octubre            | | MDA                                  | Suborbital                                          | Blanc d'ABM                                         | 25 d'octubre                       | Reeixit                            |
| 25 d'octubre            | Blanc del FTI-01, SM-3 Block 1A |                                      |                                                     |                                                     |                                    |                                    |
| 25 d'octubre            | Standard Missile 3 Block 1A | Standard Missile 3 Block 1A          | USS Fitzgerald, Oceà Pacífic                        | USS Fitzgerald, Oceà Pacífic                        | Marina dels Estats Units d'Amèrica | Marina dels Estats Units d'Amèrica |
| 25 d'octubre            | | Marina dels Estats Units             | Suborbital                                          | Prova d'ABM                                         | 25 d'octubre                       | Error del vehicle                  |
| 25 d'octubre            | FTI-01, va fallar l'intercepció |                                      |                                                     |                                                     |                                    |                                    |
| 25 d'octubre            | SRBM | SRBM                                 | Kwajalein                                           | Kwajalein                                           | MDA                                | MDA                                |
| 25 d'octubre            | | MDA                                  | Suborbital                                          | Blanc d'ABM                                         | 25 d'octubre                       | Reeixit                            |
| 25 d'octubre            | Blanc del FTI-01, Patriot PAC-3, intercepció amb èxit |                                      |                                                     |                                                     |                                    |                                    |
| 31 d'octubre 07:41:18   | - Soiuz-U | - Soiuz-U                            | - Baikonur Site 1/5                                 | - Baikonur Site 1/5                                 | - Roskosmos                        | - Roskosmos                        |
| 31 d'octubre 07:41:18   | - Progress M-17M | Roskosmos                            | Terrestre baixa (ISS)                               | Logística                                           | En òrbita                          | Operacional                        |
| 31 d'octubre 07:41:18   | – |                                      |                                                     |                                                     |                                    |                                    |
| Novembre                | |                                      |                                                     |                                                     |                                    |                                    |
| 2 de novembre 17:55     | - Black Brant IX | - Black Brant IX                     | - White Sands                                       | - White Sands                                       | - NASA                             | - NASA                             |
| 2 de novembre 17:55     | - FOXSI | UC Berkeley                          | Suborbital                                          | Investigació solar                                  | 2 de novembre                      | Reeixit                            |
| 2 de novembre 17:55     | – |                                      |                                                     |                                                     |                                    |                                    |
| 2 de novembre 21:04:00  | - Proton-M/Briz-M Enhanced | - Proton-M/Briz-M Enhanced           | - Baikonur Site 81/24                               | - Baikonur Site 81/24                               | - Khrunichev                       | - Khrunichev                       |
| 2 de novembre 21:04:00  | - Luch 5B | Roskosmos                            | Geosíncrona                                         | Comunicacions                                       | En òrbita                          | Operacional                        |
| 2 de novembre 21:04:00  | - Yamal-300K | Gazprom                              | Geosíncrona                                         | Comunicacions                                       | En òrbita                          | Operacional                        |
| 2 de novembre 21:04:00  | – |                                      |                                                     |                                                     |                                    |                                    |
| 10 de novembre 21:05:07 | - Ariane 5ECA | - Ariane 5ECA                        | - Kourou ELA-3                                      | - Kourou ELA-3                                      | - Arianespace                      | - Arianespace                      |
| 10 de novembre 21:05:07 | - Eutelsat 21B | Eutelsat                             | Geosíncrona                                         | Comunicacions                                       | En òrbita                          | Operacional                        |
| 10 de novembre 21:05:07 | - Star One C3 | Star One                             | Geosíncrona                                         | Comunicacions                                       | En òrbita                          | Operacional                        |
| 10 de novembre 21:05:07 | – |                                      |                                                     |                                                     |                                    |                                    |
| 14 de novembre 11:07    | - lGM-30G Minuteman III | - lGM-30G Minuteman III              | - Vandenberg LF-10                                  | - Vandenberg LF-10                                  | - Força Aèria dels Estats Units    | - Força Aèria dels Estats Units    |
| 14 de novembre 11:07    | | Força Aèria dels Estats Units        | Suborbital                                          | Prova de vol                                        | 14 de novembre                     | Reeixit                            |
| 14 de novembre 11:07    | – |                                      |                                                     |                                                     |                                    |                                    |
| 14 de novembre 11:42:46 | - Soyuz-2.1a/Fregat | - Soyuz-2.1a/Fregat                  | - Plesetsk Site 43/4                                | - Plesetsk Site 43/4                                | - VKO                              | - VKO                              |
| 14 de novembre 11:42:46 | - Meridian 6 | VKO                                  | Mòlnia                                              | Comunicacions                                       | En òrbita                          | Operacional                        |
| 14 de novembre 11:42:46 | – |                                      |                                                     |                                                     |                                    |                                    |
| 18 de novembre 22:53:04 | Xina - Llarga Marxa 2C | Xina - Llarga Marxa 2C               | Xina - Taiyuan LA-9                                 | Xina - Taiyuan LA-9                                 | Xina - CALT                        | Xina - CALT                        |
| 18 de novembre 22:53:04 | Xina - Huanjing 1C | CNSA                                 | Heliosíncrona                                       | Teledetecció                                        | En òrbita                          | Operacional                        |
| 18 de novembre 22:53:04 | Xina - Xinyan 1 | CASC                                 | Heliosíncrona                                       | Tecnologia                                          | En òrbita                          | Operacional                        |
| 18 de novembre 22:53:04 | Xina - Fengniao 1 | SAST                                 | Heliosíncrona                                       | Tecnologia                                          | En òrbita                          | Operacional                        |
| 18 de novembre 22:53:04 | Xina - Fengniao 1A | SAST                                 | Heliosíncrona                                       | Tecnologia                                          | En òrbita                          | Operacional                        |
| 18 de novembre 22:53:04 | – |                                      |                                                     |                                                     |                                    |                                    |
| 20 de novembre 18:31:00 | - Proton-M/Briz-M Enhanced | - Proton-M/Briz-M Enhanced           | - Baikonur Site 200/39                              | - Baikonur Site 200/39                              | - - International Launch Services  | - - International Launch Services  |
| 20 de novembre 18:31:00 | - EchoStar XVI | EchoStar                             | Geosíncrona                                         | Comunicacions                                       | En òrbita                          | Operacional                        |
| 20 de novembre 18:31:00 | – |                                      |                                                     |                                                     |                                    |                                    |
| 21 de novembre 10:55    | - Black Brant IX | - Black Brant IX                     | - White Sands                                       | - White Sands                                       | - NASA                             | - NASA                             |
| 21 de novembre 10:55    | - IMAGER | University of Massachusetts          | Suborbital                                          | Astronomia                                          | 21 de novembre                     | Reeixit                            |
| 21 de novembre 10:55    | – |                                      |                                                     |                                                     |                                    |                                    |
| 25 de novembre 04:06:04 | Xina - Llarga Marxa 4C | Xina - Llarga Marxa 4C               | Xina - Jiuquan LA-4/SLS-2                           | Xina - Jiuquan LA-4/SLS-2                           | Xina - SAST                        | Xina - SAST                        |
| 25 de novembre 04:06:04 | Xina - Yaogan 16A | CNSA                                 | Terrestre baixa                                     | ELINT                                               | En òrbita                          | Operacional                        |
| 25 de novembre 04:06:04 | Xina - Yaogan 16B | CNSA                                 | Terrestre baixa                                     | ELINT                                               | En òrbita                          | Operacional                        |
| 25 de novembre 04:06:04 | Xina - Yaogan 16C | CNSA                                 | Terrestre baixa                                     | ELINT                                               | En òrbita                          | Operacional                        |
| 25 de novembre 04:06:04 | – |                                      |                                                     |                                                     |                                    |                                    |
| 25 de novembre 11:20    | - Nike-Orion | - Nike-Orion                         | - Esrange                                           | - Esrange                                           | - EuroLaunch                       | - EuroLaunch                       |
| 25 de novembre 11:20    | - MAPHEUS-3 | DLR                                  | Suborbital                                          | Tecnologia                                          | 25 de novembre                     | Reeixit                            |
| 25 de novembre 11:20    | Apogeu: 140 km |                                      |                                                     |                                                     |                                    |                                    |
| 27 de novembre 10:13:03 | Xina - Llarga Marxa 3B/E | Xina - Llarga Marxa 3B/E             | Xina - Xichang LA-2                                 | Xina - Xichang LA-2                                 | Xina - CALT                        | Xina - CALT                        |
| 27 de novembre 10:13:03 | Xina - Zhongxing 12 | China Satcom                         | Geosíncrona                                         | Comunicacions                                       | En òrbita                          | Operacional                        |
| 27 de novembre 10:13:03 | Part de la càrrega útil de comunicacions arrendats a SupremeSAT, un operador de satèl·lits de Sri Lanka, com a SupremeSAT-I |                                      |                                                     |                                                     |                                    |                                    |
| 28 de novembre          | - Ghauri | - Ghauri                             | - Tilla                                             | - Tilla                                             | - Exèrcit de Pakistan              | - Exèrcit de Pakistan              |
| 28 de novembre          | - Haft-5 | Exèrcit de Pakistan                  | Suborbital                                          | Prova de míssils                                    | 28 de novembre                     | Reeixit                            |
| 28 de novembre          | Apogeu: 100 km |                                      |                                                     |                                                     |                                    |                                    |
| Desembre                | |                                      |                                                     |                                                     |                                    |                                    |
| 2 de desembre 02:02:51  | - Soyuz-STA/Fregat | - Soyuz-STA/Fregat                   | - Kourou ELS                                        | - Kourou ELS                                        | - Arianespace                      | - Arianespace                      |
| 2 de desembre 02:02:51  | - Pléiades-HR 1B | CNES                                 | Terrestre baixa                                     | Imatgeria òptica                                    | En òrbita                          | Operacional                        |
| 2 de desembre 02:02:51  | – |                                      |                                                     |                                                     |                                    |                                    |
| 3 de desembre 20:43:59  | - Zenit-3SL | - Zenit-3SL                          | - Ocean Odyssey                                     | - Ocean Odyssey                                     | UN - Sea Launch                    | UN - Sea Launch                    |
| 3 de desembre 20:43:59  | - Eutelsat 70B | Eutelsat                             | Geosíncrona                                         | Comunicacions                                       | En òrbita                          | Operacional                        |
| 3 de desembre 20:43:59  | – |                                      |                                                     |                                                     |                                    |                                    |
| 8 de desembre 13:13:43  | - Proton-M/Briz-M Enhanced | - Proton-M/Briz-M Enhanced           | - Baikonur Site 200/39                              | - Baikonur Site 200/39                              | - - International Launch Services  | - - International Launch Services  |
| 8 de desembre 13:13:43  | - Yamal-402 | Gazprom                              | Geosíncrona                                         | Comunicacions                                       | En òrbita                          | Error parcial                      |
| 8 de desembre 13:13:43  | Error del tram Briz-M en 4 minuts abans de l'apagada prevista en la seva quarta ignició |                                      |                                                     |                                                     |                                    |                                    |
| 8 de desembre 21:00     | - VS-30/Orion | - VS-30/Orion                        | - Alcântara                                         | - Alcântara                                         | - AEB                              | - AEB                              |
| 8 de desembre 21:00     | - V10 | INPE                                 | Suborbital                                          | Microgravetat                                       | 8 de desembre                      | Reeixit                            |
| 8 de desembre 21:00     | Apogeu: 428 km |                                      |                                                     |                                                     |                                    |                                    |
| 11 de desembre 18:03    | - Atlas V 501 | - Atlas V 501                        | - Cape Canaveral SLC-41                             | - Cape Canaveral SLC-41                             | - United Launch Alliance           | - United Launch Alliance           |
| 11 de desembre 18:03    | - USA-240 (X-37B OTV-3) | Força Aèria dels EUA                 | Terrestre baixa                                     | Tecnologia                                          | En òrbita                          | Operacional                        |
| 11 de desembre 18:03    | – |                                      |                                                     |                                                     |                                    |                                    |
| 12 de desembre 00:49:46 | Unha-3 | Unha-3                               | Sohae                                               | Sohae                                               | KCST                               | KCST                               |
| 12 de desembre 00:49:46 | Kwangmyŏngsŏng-3 Unit 2 | KCST                                 | Terrestre baixa                                     | Tecnologia                                          | En òrbita                          | Error de la nau espacial           |
| 12 de desembre 00:49:46 | Primer llançament orbital amb èxit i primer satèl·lit de Corea del Nord; el satèl·lit va assolir l'òrbita però després d'això no va funcionar bé |                                      |                                                     |                                                     |                                    |                                    |
| 13 de desembre 05:20    | - Black Brant IX | - Black Brant IX                     | - White Sands                                       | - White Sands                                       | - NASA                             | - NASA                             |
| 13 de desembre 05:20    | - DXL | University of Miami                  | Suborbital                                          | Astronomia                                          | 13 de desembre                     | Reeixit                            |
| 13 de desembre 05:20    | – |                                      |                                                     |                                                     |                                    |                                    |
| 17 de desembre 07:00    | - S-520 | - S-520                              | - Uchinoura                                         | - Uchinoura                                         | JAXA                               | JAXA                               |
| 17 de desembre 07:00    | JPN | Tohoku/JAXA/Tokai                    | Suborbital                                          | Microgravetat                                       | 17 de desembre                     | Reeixit                            |
| 17 de desembre 07:00    | Apogeu: 312 km |                                      |                                                     |                                                     |                                    |                                    |
| 18 de desembre 16:13:04 | Xina - Llarga Marxa 2D | Xina - Llarga Marxa 2D               | Xina - Jiuquan LA-4/SLS-2                           | Xina - Jiuquan LA-4/SLS-2                           | Xina - SAST                        | Xina - SAST                        |
| 18 de desembre 16:13:04 | - Göktürk-2 | MSB                                  | Terrestre baixa                                     | Observació terrestre                                | En òrbita                          | Operacional                        |
| 18 de desembre 16:13:04 | – |                                      |                                                     |                                                     |                                    |                                    |
| 19 de desembre 12:12:35 | - Soyuz-FG | - Soyuz-FG                           | - Baikonur Site 1/5                                 | - Baikonur Site 1/5                                 | - Roskosmos                        | - Roskosmos                        |
| 19 de desembre 12:12:35 | - Soiuz TMA-07M | Roskosmos                            | Terrestre baixa (ISS)                               | Expedició 34/35                                     | En òrbita                          | Operacional                        |
| 19 de desembre 12:12:35 | Vol tripulat |                                      |                                                     |                                                     |                                    |                                    |
| 19 de desembre 21:49:07 | - Ariane 5ECA | - Ariane 5ECA                        | - Kourou ELA-3                                      | - Kourou ELA-3                                      | - Arianespace                      | - Arianespace                      |
| 19 de desembre 21:49:07 | - Skynet 5D | Astrium                              | Geosíncrona                                         | Comunicacions                                       | En òrbita                          | Operacional                        |
| 19 de desembre 21:49:07 | - Mexsat-3 | SCT                                  | Geosíncrona                                         | Comunicacions                                       | En òrbita                          | Operacional                        |
| 19 de desembre 21:49:07 | Skynet 5D és operat per Astrium Services en nom del Ministeri de Defensa britànic |                                      |                                                     |                                                     |                                    |                                    |
| 20 de desembre 03:51    | - Prithvi II | - Prithvi II                         | - ITR IC-3                                          | - ITR IC-3                                          | - DRDO                             | - DRDO                             |
| 20 de desembre 03:51    | | Strategic Force Command              | Suborbital                                          | Prova de míssils                                    | 20 de desembre                     | Reeixit                            |
| 20 de desembre 03:51    | Apogeu: ~100 km |                                      |                                                     |                                                     |                                    |                                    |

## Encontres espacials
| Data (UTC)     | Nau espacial | Esdeveniment                                   | Comentaris                                                                                         |
| -------------- | ------------ | ---------------------------------------------- | -------------------------------------------------------------------------------------------------- |
| 1 de gener     | GRAIL-B      | Inserció en òrbita lunar                       | Es va afegir a la seva nau bessona, la GRAIL-A, entrant en òrbita lunar el 31 de desembre de 2011. |
| 2 de gener     | Cassini      | 80è sobrevol de Tità                           | Apropament màxim: 29415 km.                                                                        |
| 30 de gener    | Cassini      | 81è sobrevol de Tità                           | Apropament màxim: 31131 km.                                                                        |
| 19 de febrer   | Cassini      | 82è sobrevol de Tità                           | Apropament màxim: 3803 km.                                                                         |
| 9 de març      | Cassini      | 17è sobrevol d'Encèlad                         | Apropament màxim: 9000 km.                                                                         |
| 27 de març     | Cassini      | 18è sobrevol d'Encèlad                         | Apropament màxim: 74 km.                                                                           |
| 14 d'abril     | Cassini      | 19è sobrevol d'Encèlad Sobrevol de Tetis       | Apropament màxim a Encèlad: 74 km. Apropament màxim a Tetis: 9000 km.                              |
| 2 de maig      | Cassini      | 20è sobrevol de Enceladus 4t sobrevol de Dione | Apropament màxim a Encèlad: 74 km. Apropament màxim a Dione: 8000 km.                              |
| 20 de maig     | Cassini      | Sobrevol a Metone Sobrevol de Telest           | Apropament màxim a Methone: 2000 km. Apropament màxim a Telest: 11000 km.                          |
| 21 de maig     | Cassini      | 83è sobrevol de Tità                           | Apropament màxim: 955 km.                                                                          |
| 6 de juny      | Cassini      | 84è sobrevol de Tità                           | Apropament màxim: 959 km.                                                                          |
| 24 de juliol   | Cassini      | 85è sobrevol de Tità                           | Apropament màxim: 1012 km.                                                                         |
| 6 d'agost      | Curiosity    | Aterratge a Mart en el cràter de Gale          | Es va utilitzar el sistema d'aterratge suau Sky Crane. Va aterrar amb èxit a les 05:14 UTC.        |
| 5 de setembre  | Dawn         | Abandona la òrbita vestiocèntrica              | Viatge en curs cap a Ceres, que s'espera que arribi en el 2015.                                    |
| 26 de setembre | Cassini      | 86è sobrevol de Tità                           | Apropament màxim: 956 km.                                                                          |
| 13 de novembre | Cassini      | 87è sobrevol de Tità                           | Apropament màxim: 973 km.                                                                          |
| 29 de novembre | Cassini      | 88è sobrevol de Tità                           | Apropament màxim a Tità: 1014 km.                                                                  |
| 13 de desembre | Chang'e 2    | Sobrevol de 4179 Toutatis                      | Primer sobrevol d'asteroide de la Xina. Apropament màxim a 4179 Toutatis: 40 km.                   |
| 17 de desembre | GRAIL        | Impacte lunar a la zona de "Sally K. Ride"     | Ambdós satèl·lits GRAIL van concloure la seva missió impactant en la superfície de la Lluna.       |
| 22 de desembre | Cassini      | 89è sobrevol de Tità Sobrevol de Rea           | Apropament màxim a Tità: 715000 km. Apropament màxim a Rea: 23000 km.                              |

## EVAs
| Inici Data/Hora     | Duració           | Hora Finalització | Nau espacial              | Tripulació                        | Comentaris |
| ------------------- | ----------------- | ----------------- | ------------------------- | --------------------------------- | --- |
| 16 de febrer 14:31  | 6 hores 15 minuts | 20:46             | Expedició 29/30 ISS Pirs  | Oleg Kononenko Anton Shkaplerov   | Es trasllada la grua Strela 1 del mòdul Pirs al Poisk, s'instal·la quatre experiments de materials a l'exterior de l'ISS, i s'instal·len puntals de suport en l'escala d'EVA del Pirs. |
| 20 d'agost 16:37    | 5 hores 51 minuts | 22:28             | Expedició 31/32 ISS Pirs  | Guennadi Pàdalka Iuri Malentxenko | Es reubica la grua Strela 2 del compartiment d'acoblament Pirs al mòdul de control Zarya, en preparació per al desacoblament del Pirs, que deixa lloc a l'arribada del Mòdul Laboratori Multipropòsit rus en el 2013. També es van instal·lar uns escuts de micrometeoroides en el mòdul de servei Zvezda, es van recuperar dos experiments des de l'exterior del Pirs, es va instal·lar dos puntals de suport en l'escala de l'escotilla i es van desplegar dos petits satèl·lits de seguiment. |
| 30 d'agost 12:16    | 8 hores 17 minuts | 20:33             | Expedició 31/32 ISS Quest | Sunita Williams Akihiko Hoshide   | Es van connectar dos cables d'energia entre els segments americans i russos; es va retirar i substituir el Main Bus Switching Unit (MBSU) 1. La tripulació va tenir dificultats en retirar els perns de connexió de l'anterior MBSU, i van ser incapaços d'afluixar-los per a la nova unitat. El nou MBSU va ser amarrat a sota per a propers usos, totes les altres tasques van ser transferides al següent EVA. El tercer EVA més llarg de la història.                                        |
| 5 de setembre 11:06 | 6 hores 28 minuts | 17:34             | Expedició 31/32 ISS Quest | Sunita Williams Akihiko Hoshide   | Es va instal·lar la nova unitat MBSU, el treball es va complir en un dels perns; es va substituir una de les càmeres muntades en el Canadarm2. Durant aquesta passeig espacial, Sunita Williams va batre el rècord del 2007 de Peggy Whitson per a temps total en passeig espacial com a dona. |
| 1 de novembre 12:29 | 6 hores 38 minuts | 19:07             | Expedició 32/33 ISS Quest | Sunita Williams Akihiko Hoshide   | Es va reconfigurar i aïllar una fuita del sistema de refrigeració d'amoníac del canal d'energia 2B en l'estructura integrada P6 saltejant la fuita i reconnectant els jumpers a un enllaç no utilitzat de l'Early External Thermal Control System (EETCS), i es va desplegar altre cop el Thermal Control Radiator del sistema. |

## Resum de llançaments orbitals

### Per país
| País                                    | Llançaments | Reeixits | Errors | Errors parcials | Comentaris                                                            |
| --------------------------------------- | ----------- | -------- | ------ | --------------- | --------------------------------------------------------------------- |
| Europa                                  | 8           | 8        | 0      | 0               | Tots llançats des del Port Espacial Europeu de Kourou per Arianespace |
| Índia                                   | 2           | 2        | 0      | 0               |                                                                       |
| Iran                                    | 3           | 1        | 2      | 0               |                                                                       |
| Japó                                    | 2           | 2        | 0      | 0               |                                                                       |
| República Popular de la Xina            | 19          | 19       | 0      | 0               |                                                                       |
| Corea del Nord                          | 2           | 1        | 1      | 0               | Primer llançament orbital amb èxit                                    |
| Rússia/ Comunitat d'Estats Independents | 29          | 27       | 1      | 1               | Inclou el Sea Launch (3) i Soyuz des de Kourou (2)                    |
| Estats Units                            | 13          | 12       | 0      | 1               |                                                                       |

### Per coet

#### Per família
| Família          | País                         | Llançaments | Reeixits | Errors | Errors parcials | Comentaris                                                                             |
| ---------------- | ---------------------------- | ----------- | -------- | ------ | --------------- | -------------------------------------------------------------------------------------- |
| Ariane           | Europa                       | 7           | 7        | 0      | 0               |                                                                                        |
| Atlas            | Estats Units                 | 6           | 6        | 0      | 0               |                                                                                        |
| Delta            | Estats Units                 | 4           | 4        | 0      | 0               |                                                                                        |
| Energia          | Ucraïna/ Rússia              | 3           | 3        | 0      | 0               |                                                                                        |
| Falcon           | Estats Units                 | 2           | 1        | 0      | 1               | L'error del coet en el 8 d'octubre només va afectar en una de les dues càrregues útils |
| H-II             | Japó                         | 2           | 2        | 0      | 0               |                                                                                        |
| Llarga Marxa     | República Popular de la Xina | 19          | 19       | 0      | 0               |                                                                                        |
| R-7              | Rússia                       | 14          | 14       | 0      | 0               |                                                                                        |
| Safir            | Iran                         | 3           | 1        | 2      | 0               |                                                                                        |
| PSLV             | Índia                        | 2           | 2        | 0      | 0               |                                                                                        |
| Pegasus          | Estats Units                 | 1           | 1        | 0      | 0               |                                                                                        |
| Unha             | Corea del Nord               | 2           | 1        | 1      | 0               | Primer llançament amb èxit                                                             |
| Universal Rocket | Rússia                       | 12          | 10       | 1      | 1               |                                                                                        |
| Vega             | Unió Europea                 | 1           | 1        | 0      | 0               | Vol inaugural                                                                          |

#### Per tipus
| Coet           | País                         | Família          | Llançaments | Reeixits | Errors | Errors parcials | Comentaris                                               |
| -------------- | ---------------------------- | ---------------- | ----------- | -------- | ------ | --------------- | -------------------------------------------------------- |
| Ariane 5       | Europa                       | Ariane           | 7           | 7        | 0      | 0               |                                                          |
| Atlas V        | Estats Units                 | Atlas            | 6           | 6        | 0      | 0               |                                                          |
| Delta IV       | Estats Units                 | Delta            | 4           | 4        | 0      | 0               |                                                          |
| Falcon 9       | Estats Units                 | Falcon 9         | 2           | 1        | 0      | 1               | L'error només va afectar una de les dues càrregues útils |
| H-IIA          | Japó                         | H-II             | 1           | 1        | 0      | 0               |                                                          |
| H-IIB          | Japó                         | H-II             | 1           | 1        | 0      | 0               |                                                          |
| Llarga Marxa 2 | República Popular de la Xina | Llarga Marxa     | 6           | 6        | 0      | 0               |                                                          |
| Llarga Marxa 3 | República Popular de la Xina | Llarga Marxa     | 9           | 9        | 0      | 0               |                                                          |
| Llarga Marxa 4 | República Popular de la Xina | Llarga Marxa     | 4           | 4        | 0      | 0               |                                                          |
| Pegasus XL     | Estats Units                 | Pegasus          | 1           | 1        | 0      | 0               |                                                          |
| PSLV           | Índia                        | PSLV             | 2           | 2        | 0      | 0               |                                                          |
| Proton         | Rússia                       | Universal Rocket | 11          | 9        | 1      | 1               |                                                          |
| Safir          | Iran                         | Safir            | 3           | 1        | 2      | 0               |                                                          |
| Soyuz          | Rússia                       | R-7              | 14          | 14       | 0      | 0               |                                                          |
| UR-100         | Rússia                       | Universal Rocket | 1           | 1        | 0      | 0               |                                                          |
| Unha           | Corea del Nord               | Unha             | 2           | 1        | 1      | 0               | Primer llançament amb èxit                               |
| Vega           | Unió Europea                 | Vega             | 1           | 1        | 0      | 0               | Vol inaugural                                            |
| Zenit          | Ucraïna                      | Energia          | 3           | 3        | 0      | 0               |                                                          |

#### Per configuració
| Coet                   | País                         | Tipus          | Llançaments | Reeixits | Errors | Errors parcials | Comentaris                                               |
| ---------------------- | ---------------------------- | -------------- | ----------- | -------- | ------ | --------------- | -------------------------------------------------------- |
| Ariane 5 ECA           | Europa                       | Ariane 5       | 6           | 6        | 0      | 0               |                                                          |
| Ariane 5 ES            | Europa                       | Ariane 5       | 1           | 1        | 0      | 0               |                                                          |
| Atlas V 401            | Estats Units                 | Atlas V        | 3           | 3        | 0      | 0               |                                                          |
| Atlas V 501            | Estats Units                 | Atlas V        | 1           | 1        | 0      | 0               |                                                          |
| Atlas V 531            | Estats Units                 | Atlas V        | 1           | 1        | 0      | 0               |                                                          |
| Atlas V 551            | Estats Units                 | Atlas V        | 1           | 1        | 0      | 0               |                                                          |
| Delta IV Medium+ (4,2) | Estats Units                 | Delta IV       | 1           | 1        | 0      | 0               |                                                          |
| Delta IV Medium+ (5,2) | Estats Units                 | Delta IV       | 1           | 1        | 0      | 0               | Vol inaugural                                            |
| Delta IV Medium+ (5,4) | Estats Units                 | Delta IV       | 1           | 1        | 0      | 0               |                                                          |
| Delta IV-H             | Estats Units                 | Delta IV       | 1           | 1        | 0      | 0               |                                                          |
| Falcon 9 v1.0          | Estats Units                 | Falcon 9       | 2           | 1        | 0      | 1               | L'error només va afectar una de les dues càrregues útils |
| H-IIA 202              | Japó                         | H-IIA          | 1           | 1        | 0      | 0               |                                                          |
| H-IIB                  | Japó                         | H-IIB          | 1           | 1        | 0      | 0               |                                                          |
| Llarga Marxa 2C        | República Popular de la Xina | Llarga Marxa 2 | 2           | 2        | 0      | 0               |                                                          |
| Llarga Marxa 2D        | República Popular de la Xina | Llarga Marxa 2 | 3           | 3        | 0      | 0               |                                                          |
| Llarga Marxa 2F        | República Popular de la Xina | Llarga Marxa 2 | 1           | 1        | 0      | 0               |                                                          |
| Llarga Marxa 3A        | República Popular de la Xina | Llarga Marxa 3 | 1           | 1        | 0      | 0               |                                                          |
| Llarga Marxa 3B/E      | República Popular de la Xina | Llarga Marxa 3 | 5           | 5        | 0      | 0               |                                                          |
| Llarga Marxa 3C        | República Popular de la Xina | Llarga Marxa 3 | 3           | 3        | 0      | 0               |                                                          |
| Llarga Marxa 4B        | República Popular de la Xina | Llarga Marxa 4 | 2           | 2        | 0      | 0               |                                                          |
| Llarga Marxa 4C        | República Popular de la Xina | Llarga Marxa 4 | 2           | 2        | 0      | 0               |                                                          |
| Pegasus XL             | Estats Units                 | Pegasus        | 1           | 1        | 0      | 0               |                                                          |
| PSLV-CA                | Índia                        | PSLV           | 1           | 1        | 0      | 0               |                                                          |
| PSLV-XL                | Índia                        | PSLV           | 1           | 1        | 0      | 0               |                                                          |
| Proton-K/Block DM-2    | Rússia                       | Proton         | 1           | 1        | 0      | 0               | Retirat                                                  |
| Proton-M/Briz-M        | Rússia                       | Proton         | 10          | 8        | 1      | 1               |                                                          |
| Rókot/Briz-KM          | Rússia                       | UR-100         | 1           | 1        | 0      | 0               |                                                          |
| Safir-1B               | Iran                         | Safir          | 3           | 1        | 2      | 0               |                                                          |
| Soyuz-2.1a/Fregat      | Rússia                       | Soyuz          | 3           | 3        | 0      | 0               |                                                          |
| Soiuz-FG               | Rússia                       | Soyuz          | 4           | 4        | 0      | 0               |                                                          |
| Soiuz-FG/Fregat        | Rússia                       | Soyuz          | 1           | 1        | 0      | 0               |                                                          |
| Soiuz-U                | Rússia                       | Soyuz          | 5           | 5        | 0      | 0               |                                                          |
| Unha-3                 | Corea del Nord               | Unha           | 2           | 1        | 1      | 0               | Vol inaugural                                            |
| Vega                   | Unió Europea                 | Vega           | 1           | 1        | 0      | 0               | Vol inaugural                                            |
| Zenit-3SL              | Ucraïna/ Rússia              | Zenit          | 3           | 3        | 0      | 0               |                                                          |

### Per zona de llançament
| Lloc           | País                         | Llançaments | Reeixits | Errors | Errors parcials | Comentaris |
| -------------- | ---------------------------- | ----------- | -------- | ------ | --------------- | ---------- |
| Baikonur       | Kazakhstan                   | 21          | 19       | 1      | 1               |            |
| Cape Canaveral | Estats Units                 | 10          | 9        | 0      | 1               |            |
| Kourou         | França                       | 10          | 10       | 0      | 0               |            |
| Jiuquan        | República Popular de la Xina | 5           | 5        | 0      | 0               |            |
| Kwajalein      | Illes Marshall               | 1           | 1        | 0      | 0               |            |
| Ocean Odyssey  | Nacions Unides Internacional | 3           | 3        | 0      | 0               |            |
| Plesetsk       | Rússia                       | 3           | 3        | 0      | 0               |            |
| Satish Dhawan  | Índia                        | 2           | 2        | 0      | 0               |            |
| Semnan         | Iran                         | 3           | 1        | 2      | 0               |            |
| Sohae          | Corea del Nord               | 2           | 1        | 1      | 0               |            |
| Tanegashima    | Japó                         | 2           | 2        | 0      | 0               |            |
| Taiyuan        | República Popular de la Xina | 5           | 5        | 0      | 0               |            |
| Vandenberg     | Estats Units                 | 2           | 2        | 0      | 0               |            |
| Xichang        | República Popular de la Xina | 9           | 9        | 0      | 0               |            |

### Per òrbita
| Règim orbital             | Llançaments | Reeixits | Errors | Aconseguits Accidentalment | Comentaris                                           |
| ------------------------- | ----------- | -------- | ------ | -------------------------- | ---------------------------------------------------- |
| Terrestre baixa           | 40          | 37       | 3      | 0                          | 12 a l'ISS (4 tripulat) i 1 al Tiangong-1 (tripulat) |
| Terrestre mitjana         | 4           | 4        | 0      | 1                          |                                                      |
| Geosíncrona/transferència | 32          | 30       | 1      | 1                          |                                                      |
| Terrestre alta            | 2           | 2        | 0      | 0                          |                                                      |